# Millebosc
 (avril 2021).
- Si vous ne connaissez pas le sujet, laissez ce bandeau (vous pouvez alors contacter les auteurs).
- Si vous supprimez le contenu mis en cause (vous pouvez préalablement contacter les auteurs),

argumentez précisément cette suppression dans la page de discussion
(un manque de référence n'est pas un argument ; une recherche réelle de référence doit avoir été effectuée, être formellement documentée).
Millebosc est une commune française située dans le département de la Seine-Maritime en région Normandie.

## Géographie

### Localisation

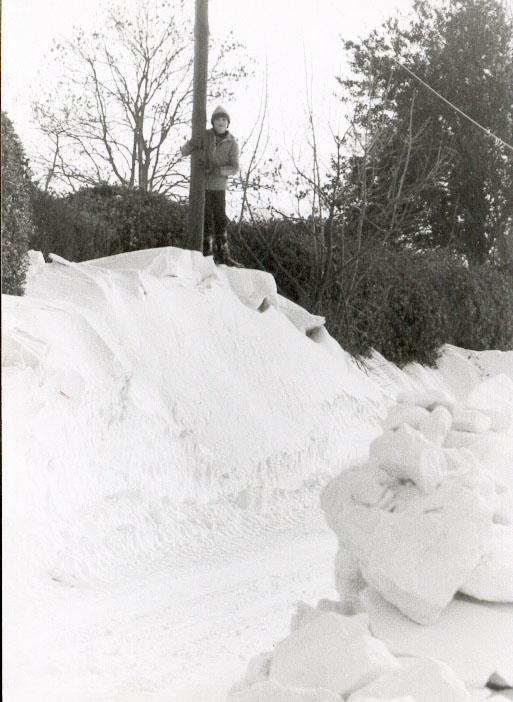
Les congères en hiver 1954

|               | Incheville | Longroy   |
| Monchy-sur-Eu | Millebosc  |           |
| Melleville    |            | Guerville |

### Une clairière au cœur de laforêt d'Eu
À 6 km de Gamaches — en vallée de Bresle — et à 13 km de la ville d'Eu.
Le relief de Millebosc est tourmenté pour la région : de 49 à 159 m d'altitude. Le sous-sol est constitué d'une couche de craie du Crétacé  de plusieurs dizaines de mètres : (le puits du village a du être creusé jusqu'à 90 m) qui affleure dans les pentes ou sur les buttes. Les sols peuvent être faits des argiles rouges de décalcification (à cailloux) consacrées aux herbages ou de "pastilles" de limons éoliens favorables aux cultures. Les sols trop pentus ou trop ingrats ont été gardés en forêt sous l'autorité des comtes d'Eu. Actuellement la forêt a le statut de forêt indivise et le village le statut de village forestier.
Le climat  de ce point haut du petit Caux est plutôt rude : pluvieux et venteux en hiver. En 1954, des congères de neige ont bloqué le village pendant une semaine ; Tous les hommes du village ont dû conjuguer leurs efforts pour en dégager les accès à la pelle.

### Des trous énigmatiques dans le sol
Dans les champs au XXe siècle, il est arrivé souvent que le sol se soit dérobé sous le poids d’un lourd charroi. Dans ces situations, les Daumalle et les Garret  perdirent même des chevaux. Le pays de Caux n’a pas le relief karstique des Causses : pas de circulation souterraine de l’eau qui puisse y générer la formation de grandes cavités souterraines : ces trous dans la craie ont été creusés par l’homme.
Certes, de grandes quantités de craie ont été de longue date prélevées pour être épandues en surface des champs pour corriger l’acidité excessive des limons : les Gaulois connaissaient déjà les vertus du marnage. Mais il y a sur le territoire forestier assez de pentes raides sur le flanc desquelles la craie affleure déjà (les marnières). La difficile exploitation souterraine de la craie avait des justifications plus impérieuses que le marnage :
- dès le néolithique, l’homme préhistorique exploitait des lits souterrains de silex, matériau nécessaire  pour tailler les pierres qui devenaient ses armes ou ses outils. Ce fait est attesté par les préhistoriens à Flixecourt (80) où de tels ateliers ont été retrouvés.
- à l’époque de la construction des églises, les besoins en pierre de taille se font sentir. Pas question de transporter sur de grandes distances de lourds blocs de roches : il faut se contenter de la craie locale en recherchant en profondeur des gisements de bonne qualité. La mésaventure de René Dabovalle, survenue il y a une vingtaine d’années seulement, nous éclaire sur la configuration de ces carrières. Cette fois-là ce n’était pas un cheval qui s’était enterré dans un champ mais un veau évadé. Après l’effondrement, la bête était emprisonnée au fond d’un grand trou sur les flancs duquel s’ouvrait l’entrée d’une galerie : dans son affolement, le veau tenta de se réfugier dans cet abri inattendu et notre éleveur dut faire une courte course  avec son bestiau à l’entrée d’une galerie d’exploitation minière de craie abandonnée depuis pas loin d’un millénaire.

Ce n’est peut-être pas un hasard si c’est dans la plaine de la Cour du Bosc que le plus grand nombre d’éboulements a été constaté dans les champs : une aïeule a donné le chiffre de 17. En effet les deux grands chantiers du début du second millénaire – l’église de Millebosc et le prieuré de Saint-Martin-  étaient sous la même autorité religieuse : celle de l’abbaye du Bec Hellouin, qui possédait aussi le domaine de la Cour du Bosc ; site où aurait pu être constitué un centre commun d’exploitation d’une carrière souterraine.
Mais l’existence de cavités dans le sol à proximité immédiate de deux constructions du village demande une autre explication : pas besoin d’être grand architecte pour savoir qu’il serait néfaste de faire voisiner les fondations d’une bâtisse avec les galeries d’une carrière.

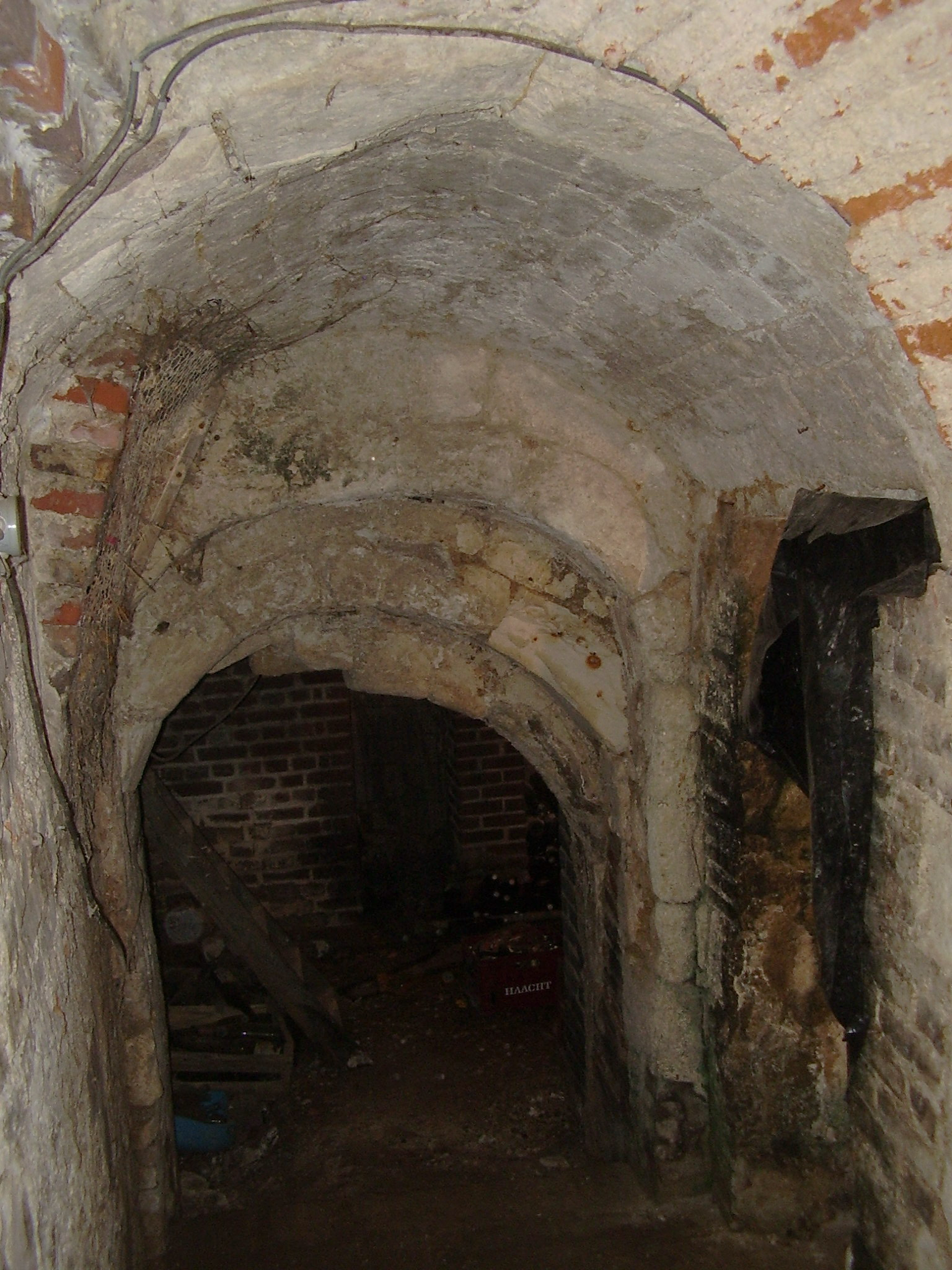
Entrée de tunnel de la Cour du Bosc.

À ce sujet, les Dumont, maçons du village, avaient été impliqués dans deux curieux évènements :
- Dans les années soixante, Robert Dumont est en train de consolider le sol de l’autel de l’église de Millebosc quand un coup de pioche éventre une cavité voûtée : crypte ou amorce de souterrain ? Il rebouche tout cela.
- Quelques années plus tard, son équipe travaille à côté de la citerne de la Cour du Bosc quand le sol se dérobe sous ses pieds : ses compagnons le sortent de cet éboulement à grand-peine. Juste à côté subsiste encore de nos jours la descente de cave de la maison Dabovalle qui chemine sous plusieurs arcades romanes millénaires : entrée de souterrain ?

De là vient la légende villageoise de l’existence d’un souterrain reliant l’église de Millebosc au domaine de la Cour du Bosc.

### Hydrographie
La commune est située dans le bassin Seine-Normandie. Elle n'est drainée par aucun cours d'eau,.

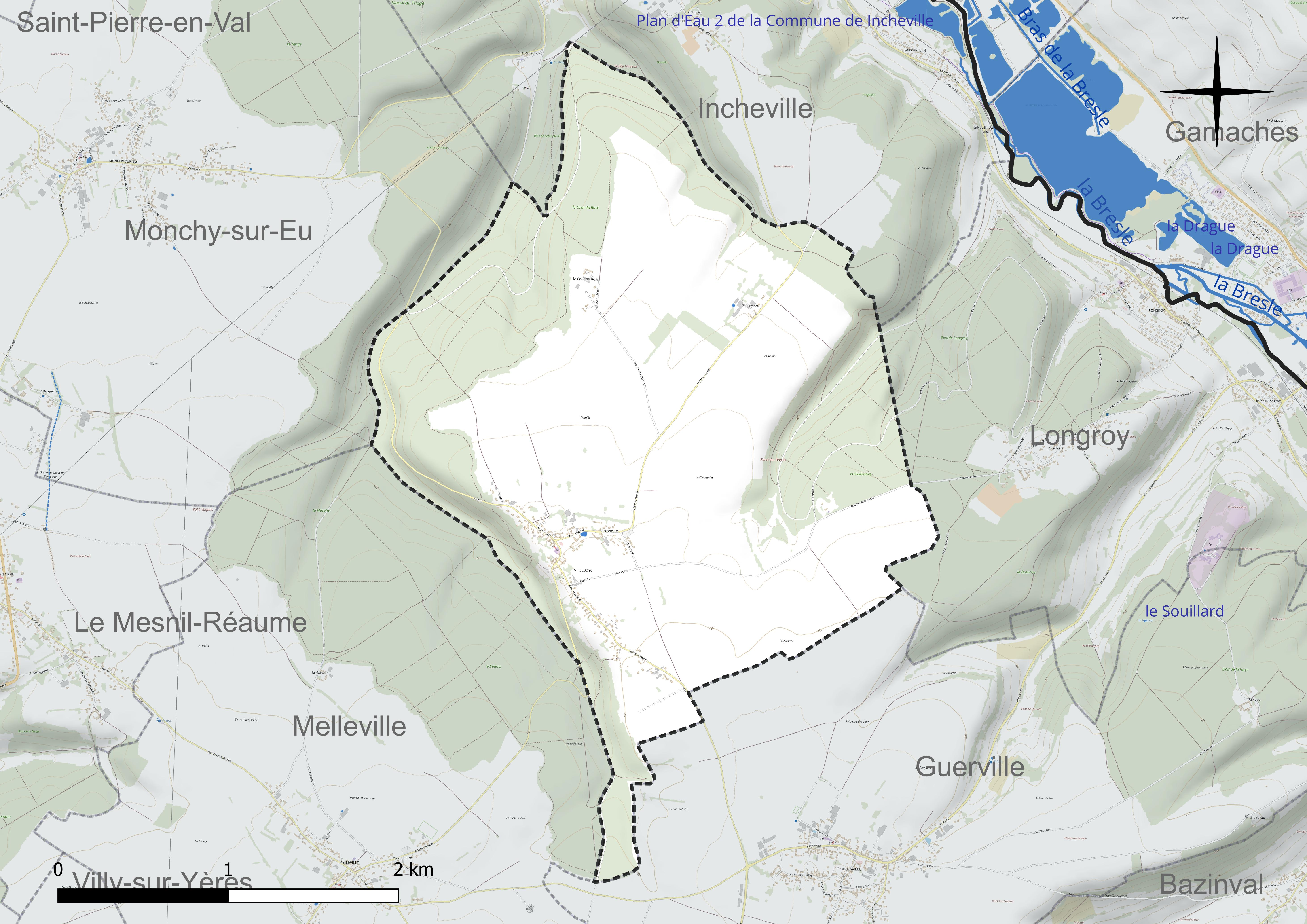
Réseau hydrographique de Millebosc.

### Climat
Pour des articles plus généraux, voir Climat de la Normandie et Climat de la Seine-Maritime.
En 2010, le climat de la commune est de type climat océanique franc, selon une étude du CNRS s'appuyant sur une série de données couvrant la période 1971-2000. En 2020, Météo-France publie une typologie des climats de la France métropolitaine dans laquelle la commune est exposée à un climat océanique et est dans la région climatique Côtes de la Manche orientale, caractérisée par un faible ensoleillement (1 550 h/an) ; forte humidité de l’air (plus de 20 h/jour avec humidité relative > 80 % en hiver), vents forts fréquents. Parallèlement le GIEC normand, un groupe régional d’experts sur le climat, différencie quant à lui, dans une étude de 2020, trois grands types de climats pour la région Normandie, nuancés à une échelle plus fine par les facteurs géographiques locaux. La commune est, selon ce zonage, exposée à un « climat maritime », correspondant au Pays de Caux, frais, humide et pluvieux, légèrement plus frais que dans le Cotentin.
Pour la période 1971-2000, la température annuelle moyenne est de 10,1 °C, avec une amplitude thermique annuelle de 12,7 °C. Le cumul annuel moyen de précipitations est de 905 mm, avec 13,5 jours de précipitations en janvier et 8,7 jours en juillet. Pour la période 1991-2020, la température moyenne annuelle observée sur la station météorologique la plus proche, située sur la commune d'Oisemont à 20 km à vol d'oiseau, est de 11,1 °C et le cumul annuel moyen de précipitations est de 801,4 mm,. Pour l'avenir, les paramètres climatiques de la commune estimés pour 2050 selon différents scénarios d’émission de gaz à effet de serre sont consultables sur un site dédié publié par Météo-France en novembre 2022.

## Urbanisme

### Typologie
Au 1er janvier 2024, Millebosc est catégorisée commune rurale à habitat dispersé, selon la nouvelle grille communale de densité à sept niveaux définie par l'Insee en 2022.
Elle est située hors unité urbaine. Par ailleurs la commune fait partie de l'aire d'attraction d'Eu, dont elle est une commune de la couronne,. Cette aire, qui regroupe 26 communes, est catégorisée dans les aires de moins de 50 000 habitants,.

### Occupation des sols
L'occupation des sols de la commune, telle qu'elle ressort de la base de données européenne d’occupation biophysique des sols Corine Land Cover (CLC), est marquée par l'importance des territoires agricoles (57,2 % en 2018), une proportion identique à celle de 1990 (57,2 %). La répartition détaillée en 2018 est la suivante : 
terres arables (50,8 %), forêts (39,3 %), prairies (6,4 %), zones urbanisées (3,5 %). L'évolution de l’occupation des sols de la commune et de ses infrastructures peut être observée sur les différentes représentations cartographiques du territoire : la carte de Cassini (XVIIIe siècle), la carte d'état-major (1820-1866) et les cartes ou photos aériennes de l'IGN pour la période actuelle (1950 à aujourd'hui).

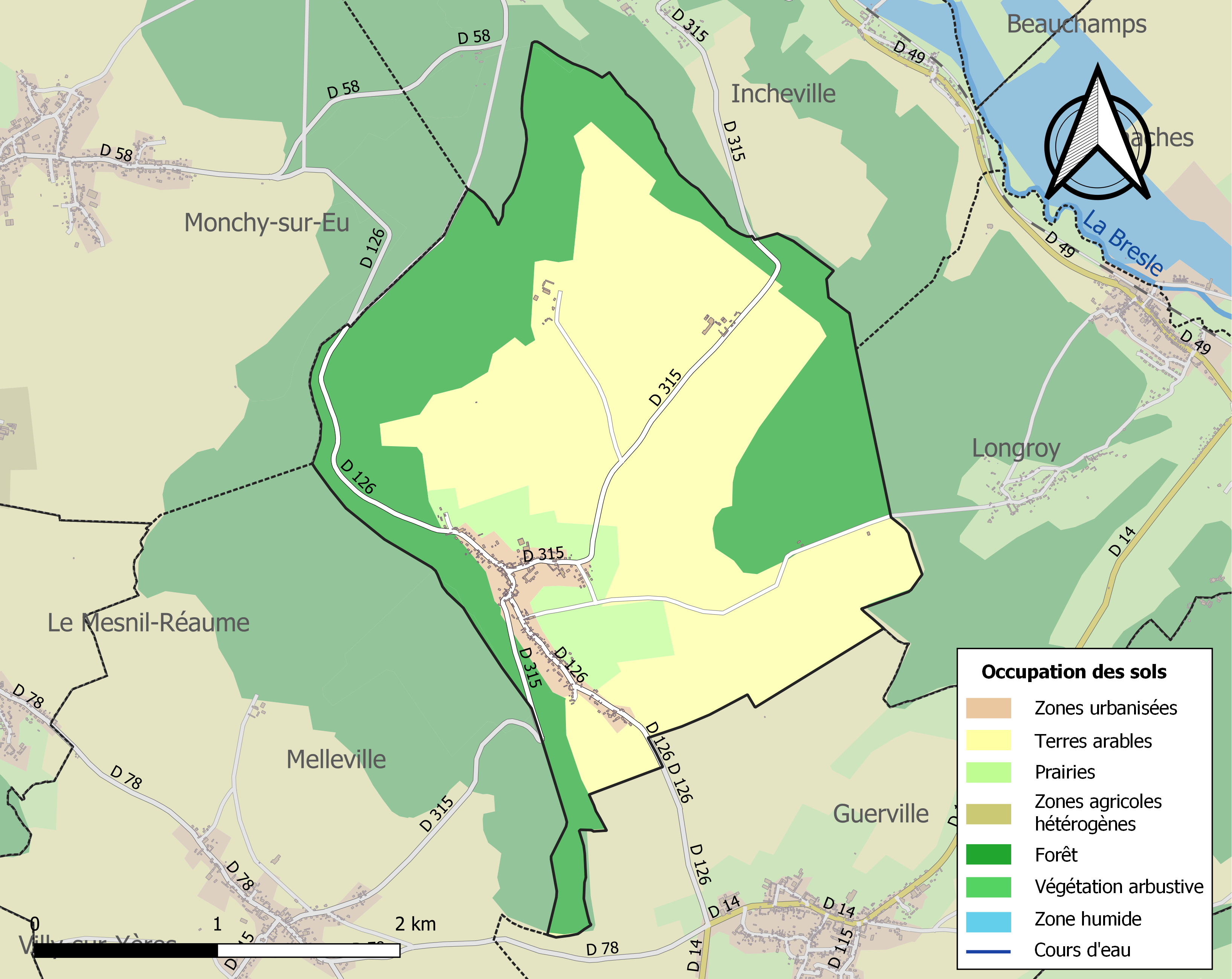
Carte des infrastructures et de l'occupation des sols de la commune en 2018 (CLC).

## Toponymie
Les premières dénominations connues du village : Apud Crena puis Crennes sont celles de la famille fondatrice : une famille assez aisée puisque plusieurs de ses membres seront donateurs pour l’établissement en 1106 du prieuré de Saint-Martin actuellement sur le territoire d'Incheville.
Le nom de la localité est attesté sous les formes « In territorio ville in Mediobosco » en 1255, in Medio Bosco en 1330, villa in Medio Bosco en 1431, la « ville au milieu des bois », Millebos 1449, Emmy le Bos 1494,
- Hameaux : la Cour du Bosc, la Plattemare, la Bouillarderie.
- Bois : bois de Longroy, bois de Saint-Martin, bois de la Bouillarderie, bois de la Cour du Bosc et massif du Triage de la forêt d'Eu.
- Vallons : le Fond de Forêt, la Vallée Mayeux, le Fond des Bœufs: Le lundi de Pentecôte 1936 un invraisemblable orage y provoque la formation d'un torrent qui charrie terre et branchages et emporte sur des centaines de mètres le carcahoux dans lequel les amoureux Gisèle et Louis seront noyés.
- Chemins et routes : carrefour du Camp Catin, chemin des Fonds, chemin du Mont Blanc, poteau du Hêtre des Princes, rond de Nemours, rond du Père des Familles, route Adélaïde, route du Hêtre des Princes, route Tournante, Croix du père Anthime (Anthime Delépine devait être bon chrétien : Il avait participé pour 20 francs (la plus forte participation après celle du comte de Paris et du maire) à la souscription pour la nouvelle cloche du village).
- Autres toponymes : l'Anglée, le Cronquelet et le Quesnot.

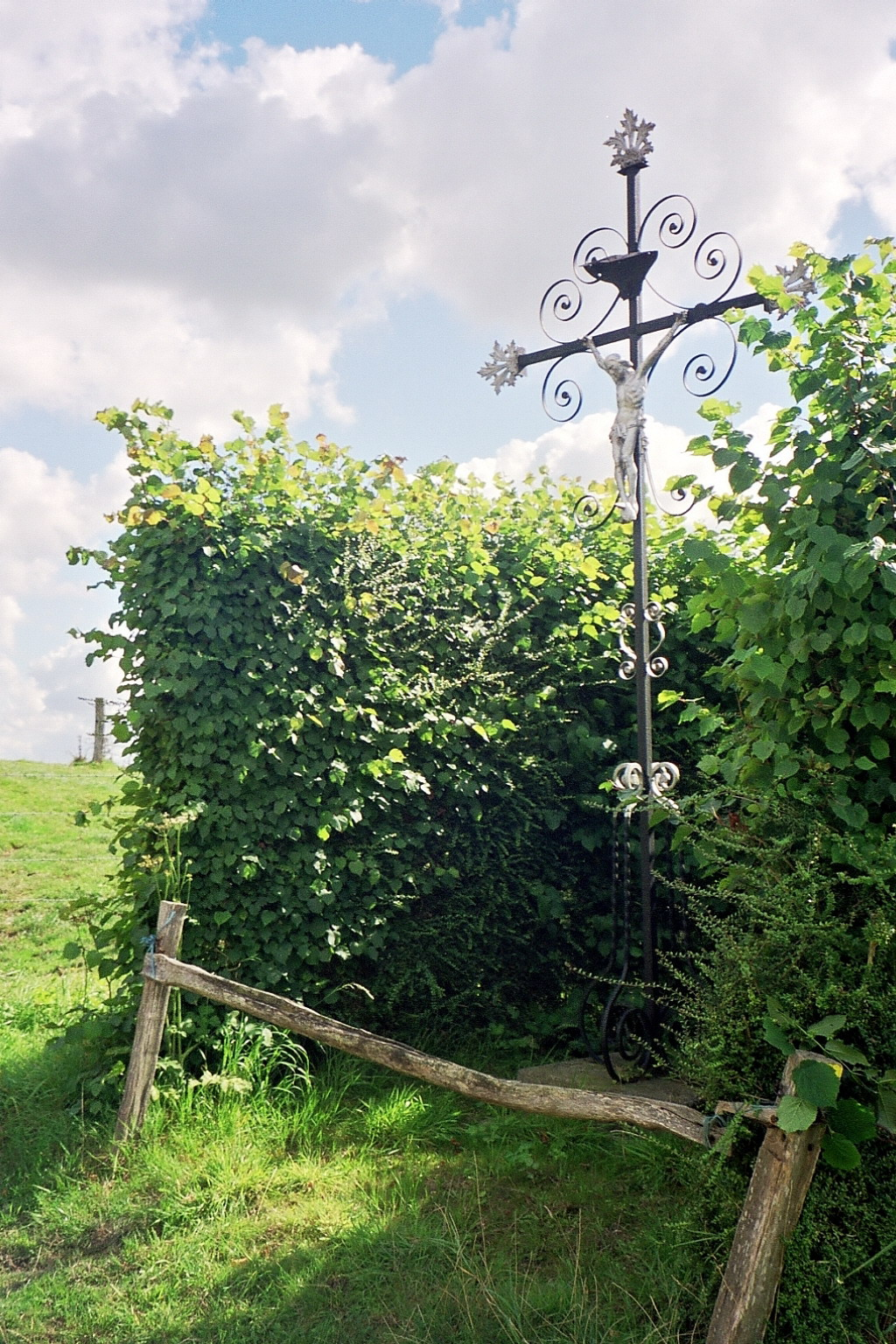
La croix du père Anthime.

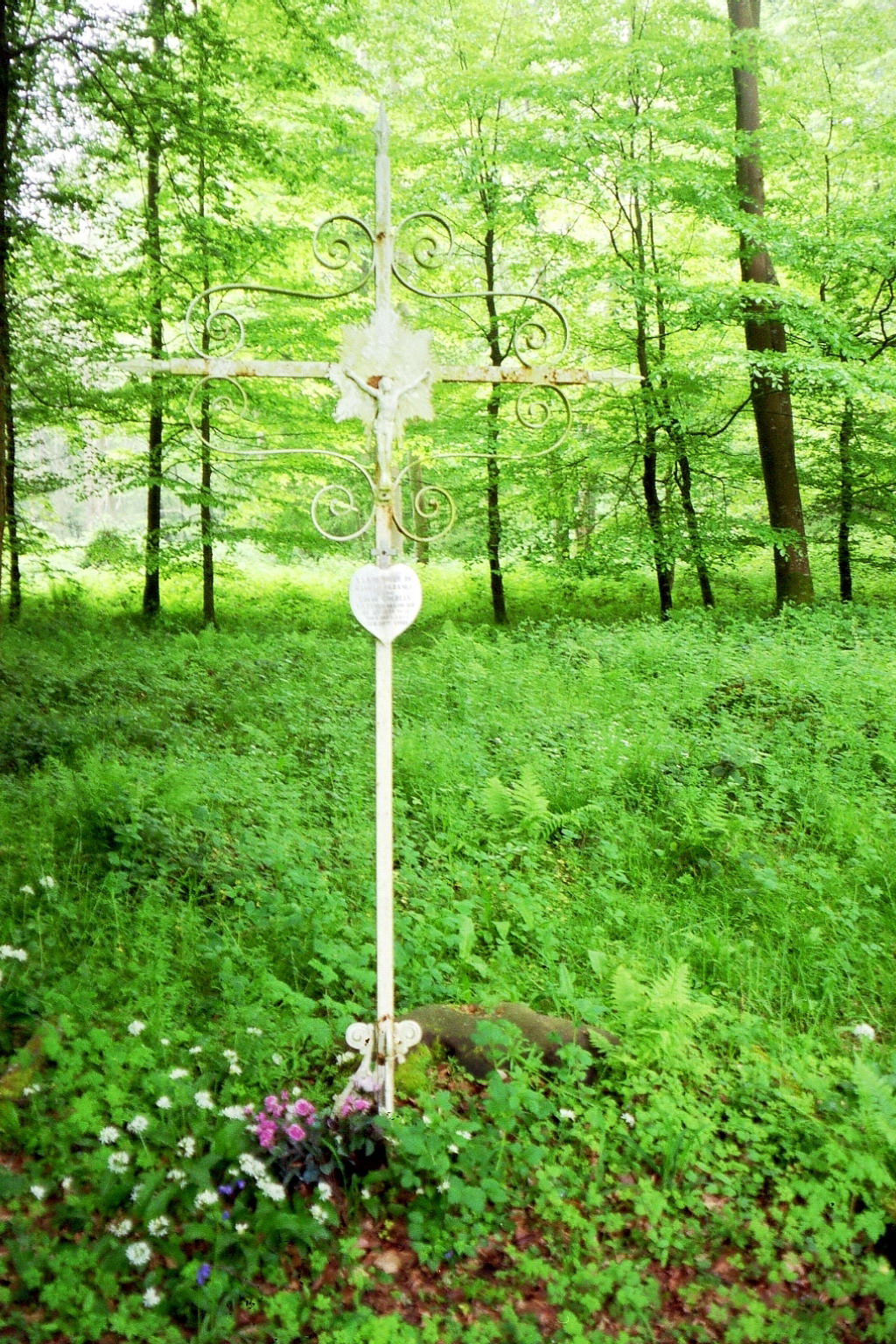
Croix du Fond des Bœufs.

## Histoire

### Premières traces d'occupation humaine pérenne
Quelques monnaies romaines trouvées dans deux des " lentilles" limoneuses fertiles du terroir :
- des sesterces gallo-romaines dans les champs qui font face à la Bouillarderie.
- un aureus de Marc-Aurèle au lieu-dit Le Quesnot, sur la route de Guerville.
Mais les hordes Franc vont bientôt déferler sur la Gaule-Belgique et incendier vers 300 le théâtre aux gradins de bois de Briga : la ville gallo-romaine située au Bois l'Abbé, sur les hauteurs de la ville d'Eu.
Les Mérovingiens, qui leur succèdent, laisseront la trace d'un de leurs cimetières sur le proche coteau de la Bresle, à Longroy.
À la fin du premier millénaire, les Nord-men multiplient les raids et les pillages sur la zone côtière de la Seine à la Flandre. Le roi carolingien Louis le Germanique réussit un temps à les repousser en les battant sévèrement dans le Vimeu voisin, à Saucourt-en-Vimeu, mais pour avoir la paix, il faudra laisser la Normandie, de la Bresle au Mont Saint-Michel. Millebosc n'existe pas encore ; tout juste quelques petites clairières dans une grande forêt  hostile. 
Les premières dénominations connue du village : Apud Crena puis Crenes sont celles de la famille Crenes : une famille assez aisée puisque plusieurs de ses membres seront donateurs pour l’établissement en 1106 du prieuré de Saint-Martin actuellement sur le territoire d’Incheville.

### Au temps des Croisades, la création de clairières de défrichage
Au XIIIe siècle, dans une période de prospérité revenue, le Coutumier de la Forêt signale les premiers vavasseurs (hommes libres vivant du travail de la terre) à Millebosc, Bazinval, Rieux, Val du Roy, Melleville, Grémont Mesnil, Boiteaumesnil... Mais bientôt, le défrichement devient l’action collective des abbayes ; on attaque la forêt par les bords : depuis Guerville par les moines de l’abbaye du Tréport, à la Platte-Mare sous l’action des moines du Lieu-Dieu, à la Cour du Bosc par les abbés du prieuré de Saint Martin, et vers la Tuilerie depuis Longroy. Il s’agit bien là d’initiatives indépendantes dont la fiscalité gardera la trace encore en 1760 : les droits à payer ne sont pas les mêmes pour les habitants de la rue du bost (bout du Heut) dépendant du comte d’Eu par Guerville que pour ceux du bout du bas racheté à la baronnie de Longroy, elle-même vassale du marquis de Gamaches, donc de régime picard. Mais le marquis de Gamaches est un sympathisant de la religion réformée et il est même le mécène de Vatable : un traducteur remarqué de l’hébreu. Cela irrite beaucoup la très sainte église catholique et le Marquis Rouhaut commence à sentir le roussi : il liquide ses biens et quittera définitivement la France pour l’Angleterre. La baronnie de Longroy sera finalement rachetée par le Comte d’Eu le 25 mai 1762.
À cette époque, les travailleurs journaliers ne peuvent raisonnablement faire plus d’une lieue (4 ou 5 km) pour gagner leur zone de travail chaque matin : il faudra faire le même chemin au retour avec les jambes bien lourdes. Au-delà, il devient nécessaire de passer les nuits dans des habitats – fussent-ils temporaires- le carcahoux n’ayant quand même pas vocation à accueillir une famille. Un beau jour, quelques nouveaux arrivants s’installent définitivement : un nouveau hameau est né qui deviendra village.

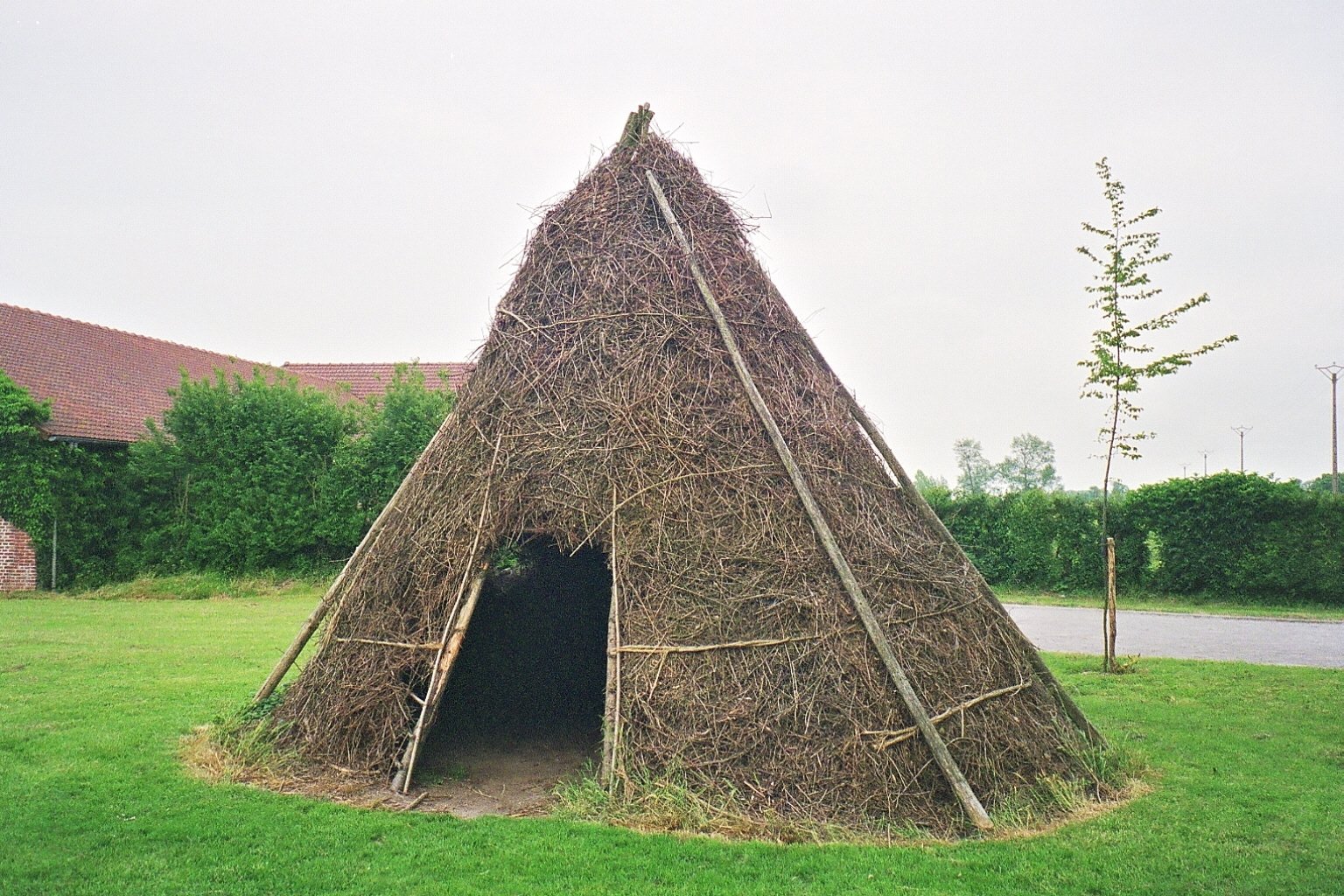
le carcahoux

Des habitants ce sont des paroissiens auxquels il faut une église. La première est construite au XIIIe siècle ; l’abbé Cochet, lors de la tournée des églises de l’arrondissement de Dieppe qu’il fit en 1845, y repéra des éléments de construction propres à ce siècle. Mais une église c’est aussi des revenus que l’on se dispute. Ainsi, au XIIIe siècle, Robert de Lonrai (Longroy) réclame le droit de patronage sur l’église de Crèves en pleine assise, tenue par le bailli du comte d’Eu. Mais les religieux du Bec exhibent une charte de donation établie par Barthélemy de Lonrai. La messe est dite : l’église de Millebosc restera sous l’aile des religieux du Bec.
Le nom du village mettra plusieurs siècles à se fixer : Apud Crenas (1106 – 1190), Ville en médio bosco (1255), La ville en my le bosc (1433), Millebos (1449), Emmy le Bos (1494). Ces appellations font allusion à la position d’un village au milieu des bois. Dans le nom actuel, Millebosc, le préfixe Mille signifie milieu (au sens de : taper dans le mille), plutôt que millier.

### Millebosc au temps de la guerre de Cent Ans
Si les grandes confrontations connues des écoliers (Crécy, Azincourt…) se situent plus haut en Picardie ou dans le Nord, Millebosc, comme tous les villages du Vimeu et du Pays de Caux n'en a pas moins souffert de la guerre de Cent Ans. L’embouchure de la Bresle ayant fait l’objet de plusieurs débarquements ou coups de main des Anglais, le Comte d’Eu de l’époque -Jean d’Artois- avait dû renoncer à résider en son château d’Eu et fait bâtir à Monchaux un imposant château-fort qui dominait la vallée de la Bresle et protégeait la Picardie. Pour assurer la sécurité de ce château, les habitants des paroisses de la sergenterie de Blangy, à laquelle Millebosc appartenait, participaient, vers 1387, à un tour de rôle pour assurer le guet.
Mais, Monchaux et les autres puissants châteaux de la Basse vallée de la Bresle (Gamaches, Hélicourt, Longroy, Beauchamps…) tombent une première fois, sont reconquis et repris plusieurs fois, enfin brûlés pour ne pas être livrés à l’ennemi. Le comté d’Eu est officiellement Anglais de 1419 à 1450 : une génération complète ! Mais les Anglais ne possèdent qu’un pays vide : dans les villages du Caux et du Vimeu ne subsiste parfois qu’un feu (foyer) sur 10. La campagne n’est plus que buissons incultes où va s’organiser la première guerre de résistance de l’histoire. Entre l’Eaulne et la Bresle, les partisans, qui se cachent dans les forêts, fondent à l’improviste sur de petits groupes de soldats anglais, les tuent, les pillent et regagnent les bois. Une bande fait parler à la fin de l’été 1425 vers Fresnoy, Melleville, Millebosc.  

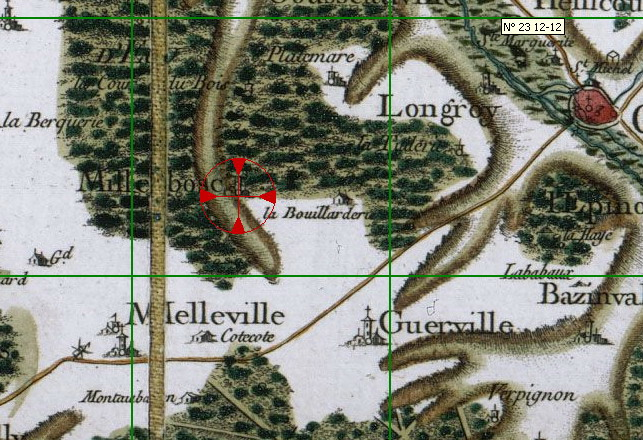
Un village pas encore totalement défriché au temps de Cassini

Après la guerre de Cent Ans, on recommence à défricher ; les auréoles de terre cultivée centrées autour des Parquets (vers Guerville) ou à partir de la Platte-Marre  s’agrandissent et permettent de gagner 5 à 6 km², mais le massif de la forêt d’Eu occupe encore longtemps les entours de la Cour du Bosc jusqu’à 1576  et se prolonge jusqu’à la route de Platte-Mare à Breuilly. Plus tard, la carte de Cassini montre qu’au début du XIXe siècle, la grande sole agricole que l’on connaît actuellement n’est pas encore constituée ; vers les Quatre chemins de larges lambeaux de forêt persistent.

### Le roi Anglais de France juge les faits de petite délinquance en Normandie
1426 : Voilà 6 ans que la Normandie a pour roi l’Anglais Henri VI. Sa chancellerie rend justice des actes  de délinquance. Les actes remontent à Paris : l’un d’eux retrace une équipée  sauvage à travers le comté d’Eu. Il s’agit de la Rémission à Jean Le Cras, serviteur de la demoiselle de Dampmesnil, enfermé dans la prison d’Eu, qui avait dévalisé l’Hôtel d’Oudart Toupris à Millebosc.
JEAN LE CRAS, PRISONNIER A LA VILLE D’EU, QUI DEMANDE SA LIBERATION AU ROI ANGLAIS HENRI
Henry, …. Savoir faisons, …. Nous avoir oiye l’umble suplicacion de Jean Le Cras, povre homme, laboureur de braz, aagié de xxiiij ans environ, chargé de jeune femme et de deux petits enfants, natif de la paroisse de Veilly, et a présent prisonnier en la prison es la ville d’Eu, contenant comme, es mois d’aoust et septembre derrenièrement passés, ledit suppliant feust demeurant en l’otel de nostre amée la damoiselle de Donmesnil en la paroisse de Fresnoy en Campagne lui estant  auquel service.
UN CHEF  DE BANDE  QUI  RECRUTE  DE  MANIERE  MUSCLEE
Un nomé  Robert Crevin, brigant, feust venu par devers lui et lui eust dit qu’il convenait qu’il alast avec lui et qu’il savoit bien ou il y avoit iiij bonnes jumens et qu’il en auroit une. Lequel suppliant lui eust respondu que il ne yroit point. Après laquelle response et plusieurs autres parolles eues entre eulx, tendans tousjours afin par ledit suppliant qu’il n’y  alast point, et en soy excusant du mieux qu’il povoit, ledit brigant lui eust dit que s’il n’y aloit qu’il le tueroit. Pour laquelle cause, et pour doubte de mort, icellui suppliant, qui est uns simples homs se faist accordé d’aller avec lui.
LA BANDE  DES  QUATRE  MALFRATS  QUITTE  FRESNOY  ET  JETTE  SON  DEVOLU SUR  MILLEBOSC
Et assez tost après, ledit brigant, Perrin Alleaume et Jehannet Louvel, que icellui brigant avoit semblablement enortez et traiz a sa poste, se feussent partiz dudit mercredi au soir devant la Nostre Dame audit mois de septembre (1425), et en alant leur chemin alèrent en une ville nommée Melleville en laquelle ilz trouvèrent un enfant qui leur monstra le chemin pour passer la forêt de Eu, pour aller en une ville nommée La Ville Emmi le Bosc.
Un CAMBRIOLAGE  AVEC VIOLENCES
Eulz arrivez en laquelle ville, ils alèrent en l’ostel d’un nommé Oudart Toupris ; auquel hostel ilz prindrent plusieurs biens et entre aultres ceulx qui s’ensuient ; c’est assavoir un cheval de poil roux enharnaché d’un colier, deux hopellandes à homme, trois robes à femme et deux pelliçons, trois ou quatre couvrechiefs, une hache, unq faussillon, ung crequepoix, quatre escuelles d’estain, deux courroyes ou sainctures a femme et une a home, non garnies d’argent, un pot de cuivre, un chauderon, une paele d’arain et un andier. Et batirent ledit Oudart et sa femme. Et après ce s’en retournèrent audit lieu de Fresnoy.
LA CHASSE A L’HOMME S’ORGANISE
Et le lendemain au matin furent poursuiz par ledit Oudart et autres gens du  pays, et tant qu’ils retrouvèrent une grant partie des biens dessus dis ; lesquels ont tous été renduz et restituez à icelui Toupris, exepté ledit pot de cuyvre.
Un PLAIDOYER EFFICACE  REND  LA LIBERTE  A JEAN LE CRAS
Et combien que ledit suppliant en ses autres faix et cas ait esté et soit homme de bonne vie, renommé et conversacion honnestes. Néantmoins, à l’occasion dudit fait et cas, il a esté et est de présent détenu prisonnier esdictes prisons.
Si donnons en mandatement au bailli de Caux.
Donné à Paris, au mois de janvier, l’an de grace mil CCCC et vigt cinq et de nostre regne le quart. Ainsi signé par le Roy, à la relation du Conseil. Adam

### Le début de l’état civil: la première communauté villageoise identifiée auXVIesiècle
En 1539, l’ordonnance royale de Villers-Cotterets déclare obligatoire l’enregistrement  par chaque paroisse des naissances et des décès. 40 ans plus tard, en 1579, cette obligation est étendue à la transcription des mariages ; l’état-civil est établi, d’où pourra un jour naître la généalogie.

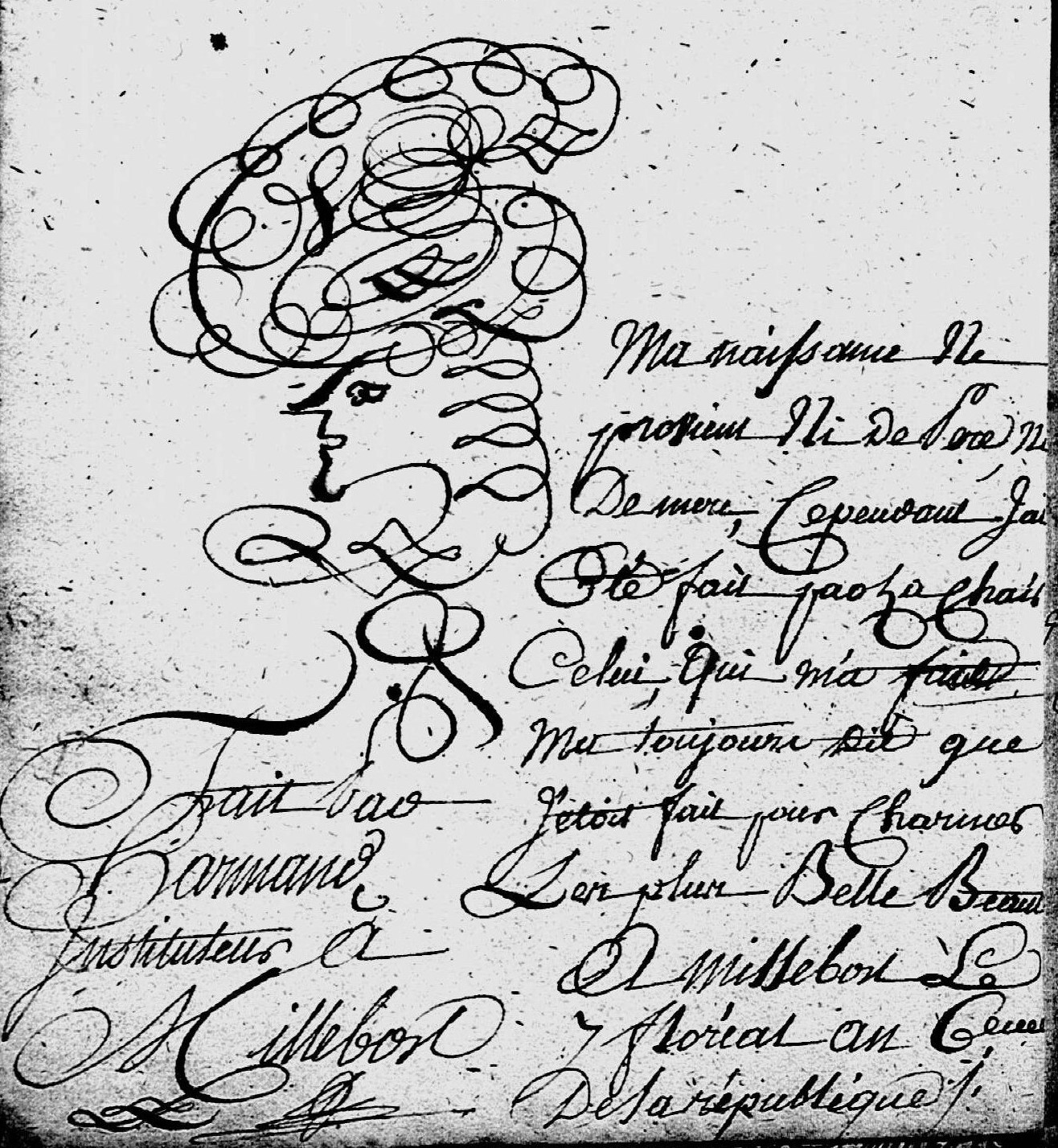
Harmand : premier instituteur et secrétaire de mairie

Le premier registre de catholicité de Millebosc date lui de 1549. Quelques-uns des patronymes  couchés dans les 50 premières années du registre des mariages étaient encore portés dans les années 1950 au village ou dans les villages voisins : Carpentier, Conseil, Joly, Lefranc, Leblond, Lecomte, Louvet, Miquignon, Obé, Prévost ou Pruvost …
250 ans plus tard, en 1792, le curé Vincent rédigera son dernier acte de catholicité, remplacé par Armand, premier instituteur et premier secrétaire de mairie. Il nous gratifiera d'une dédicace ambigüe " né sans père ni mère mais de la chair ". Avec son nom qui est un prénom serait-il un enfant trouvé  (comme il y en a eu beaucoup amenés en vallée de Bresle par le meneur d'enfants de Blangy, Vauquet) qui aurait eu la chance d'avoir accès à l'instruction ?

### L’organisation des droits d’usage de la forêt à Millebosc
Les droits d’usage correspondent à un essai  perpétuellement tenté -et jamais réussi- de réglementer les prélèvements de bois que les habitants des villages forestiers faisaient en permanence dans les massifs d’une forêt qui était la propriété privée du comte d’Eu. Il s’agissait principalement du droit de chauffage, mais le droit pouvait porter aussi sur le pâturage et le pasnage (pâturage des porcs), le bois d’œuvre…
Dès le XIIIe siècle, Millebosc figure dans la quarantaine de villages bénéficiant de ces droits, mais aux deux siècles suivants, pendant la guerre de Cent ans, on avait eu d’autres soucis que celui de contrôler et réglementer l’usage du bois que faisaient les croquants.
Les premières tentatives de réformation de la forêt datent de la fin du XVIe siècle. Ces réformes se font dans la tension : on peut citer la série des 135 jugements donnés  en dernier ressort à la demande du duc de Guise et de duchesse dame Catherine de Clèves en 1581
Une grosse en parchemin reprend les principales dispositions de  l arrêt 16066 de la Table de marbre du Palais du 1er décembre 1581 à Paris portant règlement de droits d’usage en la forêt d’Eu par les habitans de Millebosc. Ce droit n’est pas acquis gratuitement : il fait l’objet de taxes annuelles à verser au cueilloir  (perception) de Guerville. Initialement, chaque feu devait 2 mines et 10 gerbes d’avoine, 10 gerbes d’hivernage, un pain, une poule à Noël, 6 œufs à Pâques, mais ceux qui demeuraient sur le fief de Longroy ne devaient pas les 20 gerbes. Les hommes restant dans la rue du Bois avaient de plus le franc bâtir et chacun d’eux ne devait en tout que deux mines d’avoine. L’origine de cette différence de traitement se trouve dans l’histoire de la formation du village : la rue du Bost relevait du comté d’Eu alors que la partie basse du village appartenait à la baronnie de Longroy dépendant du marquisat de Gamaches.
Avec le temps, la mise en œuvre des droits d’usage connaît bien des dérives : prélèvements excessifs des villageois, tentatives du comte d’Eu de reprendre la main sur l’exploitation de sa forêt. Les archives nationales gardent la trace de procès à répétition  qui vont encombrer la justice royale. De par sa position, Millebosc sera de tous les combats dans ces affaires.
En 1747, la forêt d’Eu tout entière s’embrase dans le conflit qui oppose le comte d’Eu à une dizaine de villages de la forêt d’Eu, plusieurs seigneurs et plusieurs verriers. La minute du procès est un document d’une bonne centaine de pages format environ A4 écrit en tout petits caractères, où la seule énumération des dates des requêtes des parties demande trois pages entières. Le jugement réévalue de nombreuses amendes ou PV formulés antérieurement ; surtout il établit un arrêté qui fera référence pour les deux siècles qui suivront. L’arrêté prévoit aussi une remise à plat complète de chacun des droits individuels : les Archives de la Maison de France contiennent les liasses de ces documents individuels régulièrement renouvelés à chaque changement d’occupant du feu qui en justifie, qu’il s’agisse de location, de vente ou de succession par héritage.
Vers 1850, le massif du Triage connaît son dernier défrichement pour l’installation de la ferme départementale à Melleville, cassant l’encerclement de Millebosc entre le Faulx de Forêt (site appelé par erreur le Fonds de forêt) et le poteau Montauban.

### Période révolutionnaire

#### Les démêlés des prêtres de Millebosc
Lors de la préparation des Etats Généraux, de 1789, Milllebosc aura droit à 3 électeurs sur les 200 du comté d’Eu : Antoine Augustin Morquant, curé, pour le clergé ; Jean Louis Tassin et Alexandre Lescapé, laboureurs, pour le Tiers Etat.
Plus tard, le curé refusera de prêter serment à la nouvelle Constitution. Il lui faudra quitter la France, avec nombre de ses collègues des villages voisins, en montant à bord d’un des bateaux prévus à cet effet au Tréport. Son vicaire, François Denis Vincent, le remplacera. Mais même après avoir fait allégeance à la Constitution, Vincent ne convient pas aux anticléricaux de la Convention : il sera enfermé au château d’Eu parmi 62 prêtres.
Nouveau retournement de situation sous le Consulat : Vincent est réintégré dans ses fonctions. Mais les villageois n’apprécient pas qu’il ait pris la place du courageux Morquant : Le maire fait patrouiller dans sa cour et ses bâtiments. Il lui dresse procès-verbal pour rassemblement illicite, il perquisitionne dans ses appartements : bref du harcèlement caractérisé. Finalement le sous-préfet doit intervenir et le curé contesté  sera muté pour Fresnoy en Campagne.
Sous l’Empire, l’église se réorganise : il restera des églises de plein exercice et les autres seront des succursales (église sans prêtre au village). Millebosc fera partie de la première fournée de ces succursales orphelines en 1802, Melleville en 1806. Le culte sera assuré depuis le presbytère de Guerville pour les trois paroisses ; situation qui perdurera jusqu’aux années 1970, période où les retraites préparatoires aux communions associaient encore les enfants des trois paroisses.

#### Millebosc conteste sous la Convention
Depuis les coups de main des Millebotiers à la fin de la guerre de Cent Ans, on ne connaît guère de faits d’armes particuliers des habitants : tout au plus sait-on que le village participait à l’organisation de la capitainerie de garde-côtes de Criel sur Mer, (un port à l’époque…). Les appelés de cette capitainerie  se réunissaient à Auberville. Les conscrits des villages étaient enrôlés dans une compagnie de canonniers, ou -comme Millebosc- de fusilliers .
Paradoxalement le seul soldat du village qui laisse sa trace dans l’histoire de la période révolutionnaire sera Remy D. déserteur  en l’an 8 de la 59ème demi-brigade
Pendant les excès sanglants  de la Convention, de bons défenseurs de la République comme le général Pichegru font alliance avec des royalistes comme Cadoudal pour faire tomber ce régime qu’ils ne peuvent plus accepter. Depuis leurs bases arrière d’Angleterre, Pichegru et Cadoudal débarquent clandestinement plusieurs fois au bas des falaises de Parfondeval pour retrouver leurs hommes à Paris par un trajet qui traverse la forêt d’Eu. A Montauban, ferme isolée de Melleville, se réunissent leurs partisans de Guerville, Millebosc, Melleville, Grandcourt, Bettencourt, Rieux… à l’initiative d’un certain Tamerland. Mais il y a des fuites : le 1er septembre 1797, une colonne mobile manque de peu de les arrêter. Prévenus à la dernière minute, la plupart arrivent quand même à s’échapper. Ne seront pris que les habitants du lieu : Caron et Richard Boutry, ainsi qu’un certain Louis T. déserteur de Millebosc. Ils seront emprisonnés à la ville d’Eu.

### 1870: guerre perdue, guerre oubliée
La guerre de 1870 apparaît de manière presque anecdotique dans le registre des délibérations de la commune, le 25 août quand on apprend que la quête faite en faveur des blessés de l’armée du Rhin a produit 133F60c.
Trois jours après, survient l’installation du nouveau conseil  municipal. En cette période troublée où  l’armée française est en difficulté aux frontières, il est prescrit par la loi que chacun des nouveaux conseillers devra prêter serment, à haute et intelligible voix, en termes sans équivoque : Je jure obéissance à la Constitution et fidélité à l’Empereur. Le maire élu est un propriétaire de 64 ans : Lecapé Félix, mais un arrêté préfectoral du 1er octobre casse cette décision : le maire nommé sera un jeune agriculteur de 31 ans : Victorien Lainiel.
Le nouveau Conseil municipal entre immédiatement dans la tourmente : le 29 août, il convient de constituer la garde nationale du village : elle comptera 44 hommes de 21 à 45 ans et 36 de 45 à 60 ans. Ses officiers sont élus :
| Capitaine        | Lainiel Victorien | Sergent | Grandpierre Hervé  |
| Lieutenant       | Mariette Henri    | Sergent | Depoilly Victorice |
| Sous-lieutenant  | Depoilly Bénoni   | Sergent | Conseil Barnabé    |
| Sergent-major    | Pégard François   |         |                    |
| Sergent-fourrier | Ménival Louis     | Tambour | Couturier Jules    |

Mais le 18 septembre, le Conseil refuse la proposition de M. le sénateur-préfet de voter des fonds pour l’achat de fusils nécessaires pour l’armement des gardes nationaux  en vue de sauvegarder les foyers menacés et de défendre la patrie envahie par l’étranger. Le conseil estime que les gardes nationaux doivent être armés aux frais du gouvernement. La levée d’une garde nationale, armée ou pas, ne suffira pas à changer le cours de la guerre : Napoléon III capitule à Sedan et l’armée prussienne s’installe en France pour une occupation qui ne cessera qu’avec le paiement d’une colossale dette de guerre : malheur aux vaincus !
Cela se passe mal : le 6 février 1871, des Prussiens font un premier passage à la mairie de Millebosc d’où ils emportent la carte du département que l’on retrouvera plusieurs mois après à Bazinval. Le lendemain 7, sur les dix heures du matin, ce sont deux cent sept Prussiens du 676ème régiment qui arrivent à Millebosc où ils vont séjourner deux jours. Leur capitaine fixe la contribution de guerre à 25 francs par tête, soit 10.000 francs pour ce village de 400 habitants. Le Conseil municipal, délibère le lendemain et, après avoir considéré les ressources de la commune, déclare qu’elle ne peut s’assujettir qu’à une contribution de mille francs, somme déjà très à charge.
Cela irrite beaucoup les Prussiens qui repartent le 9 vers Saint-Valéry sur Somme, emmenant avec eux comme otages MM. Lecappé Félix et Noël Jean-Baptiste. MM. Ménival Louis et Delépine Cléophas sont également requis pour conduire les bagages des occupants, Félix Lecapé ayant été relâché après Gamaches. Le maire Victorien Lainiel doit alors aller remettre en urgence 2.000 francs supplémentaires aux occupants prussiens pour que les trois otages soient libérés. Ajoutant à cela la réquisition de cinq vaches, dix canards, quarante œufs et cinquante bouteilles de vin, c’est maintenant une somme de 4.250F dont les habitants devront se partager la contribution. Dans le même temps, le Tréport (qui n’avait pas l’importance qu’on lui connaît aujourd’hui) s’était acquitté de 30.000 francs et la ville d’Eu, qui avait été taxée de 184.550F -soit 50F par tête- ne paya finalement rien du tout, ayant réussi à tergiverser jusqu’à la signature du traité de Francfort qui soldait les comptes au niveau national.
Le mois suivant, Paris se soulève ; le Conseil municipal est invité à rédiger une motion de soutien au très dévoué serviteur du gouvernement de Versailles. Le transcripteur de ce texte, Jean Bascoul, ancien instituteur du village, fait observer qu’aucune signature de conseiller n’apparaît au bas de cette déclaration : dans un contexte d’absence d’information –ou pire, de possible désinformation – le Conseil a rempli à minima la sollicitation demandée. Le mois suivant, on procède le 30 avril au renouvellement intégral du Conseil municipal : la bonne gestion de crise du jeune maire Lainiel est reconnue : il est réélu. Ce sera un grand maire.

### La Belle-Époque: de la 3èmerépublique à la Guerre 14-18
Après la chute de l’Empire, la République vote, à marche forcée, la série des lois d’importance majeure qui  encadre notre société moderne ; parmi elles, celle qui établit l’école laïque et obligatoire de Jules Ferry. Les registres disposent maintenant des éléments statistiques qui permettent d’estimer le taux de la fréquentation scolaire à environ 70 %.
Il a fallu attendre 1872 pour qu’une route correctement empierrée soit tracée entre Guerville et Millebosc. L’amélioration des institutions et de l’éducation s’accompagne de progrès économiques. Les petits métiers et l’artisanat  perdent de l’importance par rapport à l’industrie dopée par les commodités de la vapeur et le chemin de fer. Cela ne fait pas l’affaire des métiers de la forêt, comme les bûcherons, les vanniers et les baletiers. La population du village, qui dépassait 400 habitants commence à décroître pour tendre vers les 200 habitants dans les années 1975/80.
Jusqu’à présent, la seule ressource collective en eau du village était la mare, fréquentée par les animaux  et de ce fait pas vraiment propre à la consommation humaine. Chaque habitation buvait l’eau de sa citerne qu’il fallait maintenir propre : réprimande assurée pour les gamins qui y jetaient des cailloux. Va apparaître dans les villages une nouvelle catégorie d’artisans : les marneux qui vont creuser les puits  dans la marne (craie) : d’abord un puits communal en bas du village, puis quelques puits individuels pour quelques grandes fermes du village. Ce ne sera jamais à chacun son puits et pour cause : la nappe aquifère n’est atteinte qu’à 90 m à Millebosc, Campneuseville ou Fresnoy ; il faut aller jusqu’à 100 m à Guerville ou Vibeuf (canton de Yerville) ; le record étant de 150 m à la ferme du Château-Roux.
Mais faute d’eau sous pression, les incendies ne peuvent pas encore être maîtrisés.
En 1881, le conseil municipal adopte le principe de la construction d’une école de filles … qui ne sera jamais construite. En 1898, le maire Lainiel distribue les premiers livres de prix à couverture rouge aux lauréats du certificat d’études. La librairie d’éducation de la jeunesse propose une dernière leçon d’éducation civique aux lauréats : l’action, qui se situe à la fin de la période révolutionnaire, met en valeur un héros républicain convaincu, mais qui n’aurait pas voté la mort de Louis XVI. Les méchants sont les républicains extrémistes pourtant sans défaut jusqu’en 1791. Les aristocrates et vendéens sont présentés comme des gens dans l’erreur, mais qui l’ont assez payé. La fille du héros, mousse en pantalon, est l’Héroïne de seize ans qui donne son titre au livre.

### La Grande Guerre: 1914-1918
Si Millebosc ne se situe pas sur les zones de conflit armé, le village paiera un lourd tribut à la Der des Der : mobilisation, réquisitions… Après la guerre le village sera vidé de nombre de ses hommes actifs tués à la guerre. Dans la famille du cafetier Heux, le père, Georges, est tué au début en 1914, son fils - Georges également - meurt au cours des derniers combats en 1918 : c’est une famille Ryan, dont l’histoire n’a, quant à elle, généré aucun film célèbre. Son jeune cousin de 18 ans, Raoul, aura la chance d’être ajourné d’un an lors de la visite de pré-incorporation en 1917. Avec Georges Heux-père disparaît tragiquement l’éditeur de cartes postales du village.

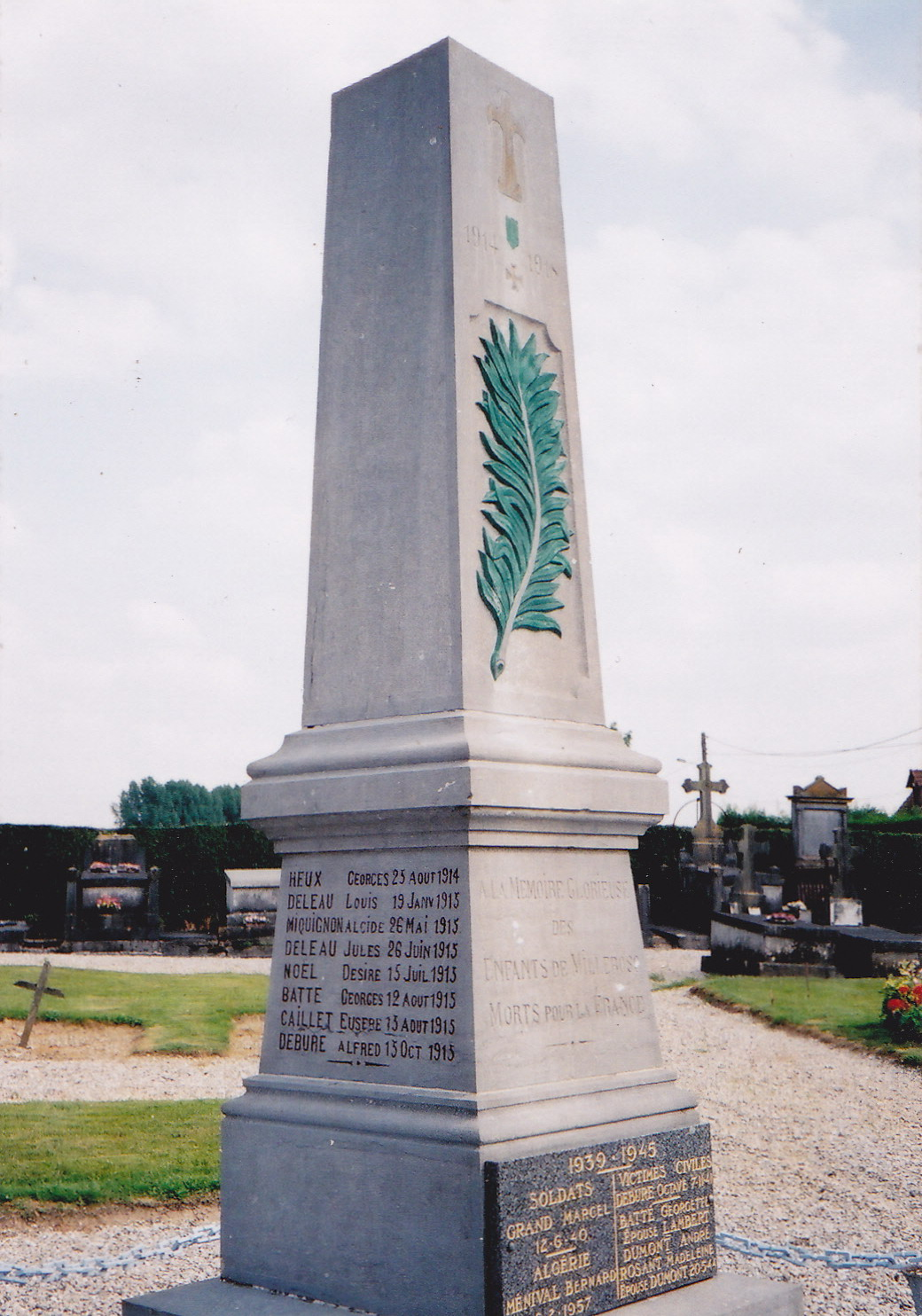
Monument aux morts de Millebosc.

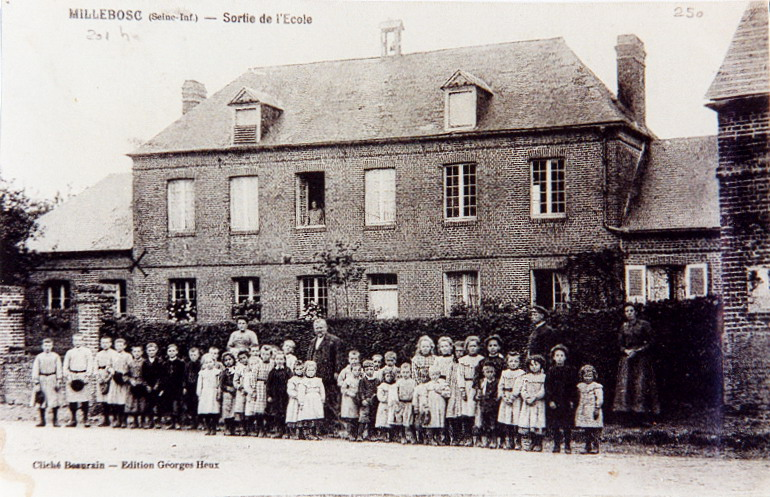
Georges Heux et les élèves devant son café.

Tous les villages de France vont maintenant ériger un monument aux morts, devant lequel les enfants de l’école viendront chanter La Marseillaise à chaque commémoration de l’armistice.

### L’Entre-deux-guerres
Autour de la grande place : l’église, l’école, la mairie, le maréchal-ferrant, la grande mare et le café-épicerie; plusieurs autres cafés s’égrènent le long de la rue de Guerville. Un peu plus haut, à côté de la maison des Richard – qui a  la concession de la poste municipale- le coiffeur et le puits communal profond de 90 mètres qui va bientôt être désaffecté. En effet, dans les années 1930, un château d’eau a été construit au Montauban de Melleville, site où avait déjà été élevé un grand télégraphe aux temps anciens. À partir de là se développera le réseau d’adduction d’eau. Dans les fermes, un seul point d’eau en bord de route pour alimenter le bac où vient boire le bétail ; on prend plus de soin des animaux que des hommes… Quand on se fait piéger le gel hivernal, il arrive que le robinet soit gelé pendant une semaine ou deux : on est alors bien content de puiser dans la vieille citerne qui ne sert plus habituellement que lors de la fabrication du cidre, car son eau est moins calcaire que celle du réseau. Mais à la Cour du Bosc, quand les Dabovalle arrivent en 1952, ils devront encore passer leur premier hiver en buvant l’eau de leur citerne : le réseau d’eau a tardé à gagner leur hameau.
Autre révolution d’avant-guerre : l’arrivée de la fée électricité. Là encore les animaux sont  privilégiés : un aplatisseur de grains -qui fonctionne sur le triphasé  remplace le vieux manège à chevaux, mais dans l’habitation, il n’y a parfois qu’une seule ampoule de 20 watts logée dans une ouverture de la cloison qui sépare deux chambres, pour économiser l’électricité. Là aussi, les hameaux devront patienter jusque vers 1956/57.
Le mode de vie reste austère. Dans la  succession Elphège/Palmyre Heux  de 54.000 Francs, chevaux, bétail et cultures en grange ou en terre représentent plus de 80%, le matériel 15%, le mobilier, le linge et les vêtements seulement 3%.
La bicyclette est maintenant d’usage courant même si elle n’a encore que des pneus pleins au début du siècle : la chambre à air est encore trop récente et les silex qui jonchent les routes trop pointus. Ce robuste vélo  permet aux chercheurs d’emploi de proposer leurs services dans les P.M.E  de la vallée de Bresle ou circulent maintenant des trains qui facilitent les échanges d’hommes et de marchandises. Une classe sociale d’ouvriers salariés travaillant à Incheville (Fichet), Beauchamps (sucrerie), ou Gamaches (scierie, silo…), se développe alors que, dans le même temps, le nombre de travailleurs  des petits métiers de la forêt se réduit. Souvent ces ouvriers appartiennent à des familles (les Tuncq, les Poyen…) nouvellement arrivées au village, et qui n’y restent pas forcément pendant plusieurs générations. Le père Tuncq, qui a trouvé un emploi de maçon à la sucrerie de Beauchamps, fera en vélo chaque jour la route Beauchamps- Millebosc : mais les lacets de la côte de Gousseauville, s’ils offrent de beaux points de vue sur l’étang, sont bien raides au retour d’une rude journée. Pendant toute sa vie professionnelle, le père Tuncq posera donc pied à terre après la première rampe de la montée et coupera court en poussant son vélo par un petit chemin forestier : à l’époque, cela n’est considéré ni comme une performance ni comme une injustice.
Meilleur moyen de transport : l’automobile n’a guère encore fait son apparition au village, mais personne ne manque d’aller voir passer les bolides de courses du circuit de Dieppe quand ils  négocient les lacets de la route forestière du bas qui va à Melleville.
En juin 1936, le lundi de Pentecôte, sur le plateau du Triage un invraisemblable orage  génère la formation de torrents dévastateurs ; la verrerie de Guerville est dévastée, les tas de cailloux dispersés. Il y a pire : au Fond des Bœufs, les jeunes Gisèle et Louis en promenade en forêt, se sont abrités dans un carcahoux ; on les retrouvera noyés dans leur précaire abri qui a été emporté sur des centaines de mètres.

### La guerre de 1939-45 à Millebosc
En 1940, De Gaulle n’a pas arrêté les Allemands, malgré sa défense acharnée à Huppy : on ne peut plus espérer tenir un front sur la Somme. Un bruit court : Weygand a dit qu’on va essayer de reconstituer un front derrière la Seine. Dès lors, c’est la panique pour les civils : il faut descendre en passer les ponts avant que l’on ne les fasse sauter. Les familles du village fuient vers le sud et tachent de se faire héberger chez l’habitant. Mais la situation militaire est pire que prévu. Le régiment de Raoul Heux -qui fait partie des derniers mobilisés- recule devant l’avancée allemande : il s’arrêtera à Lacq, qui n’est alors qu’un simple village de campagne : on ne pouvait guère descendre plus bas ! Là, le soldat a tout le temps d’écrire des lettres à sa mère qui est en grande difficulté à la ferme familiale car le père est décédé prématurément en 1946 et le jeune frère Camille est bien seul: l’aîné tente de leur remonter le moral mais sa fêlure  est bien perceptible dans ses courriers.
Bientôt c’est l’Armistice. Ceux qui ont fait l’Exode rentrent chez eux pour retrouver souvent leur maison pillée. La route forestière du bas – où passait le pilote italien Nazarro- a été surveillée par des guetteurs allemands claquemurés dans un poste d’observation creusé à même la craie ; ils étaient en  liaison téléphonique avec les officiers installés plus à l’aise dans la ferme des Heux, la plus proche sur le plateau. Les Allemands ont essayé, sans succès, de fracturer le grand coffre-fort : il était pourtant vide. Commence l’Occupation.

Rampe V1 à Millebosc.

À la fin de la guerre, le village connaît la terreur des V1 ; en effet Millebosc est encadré de trois rampes de lancement en forêt d’Eu :
- celle du Rond de Nemours  : efficace jusqu’à la fin,
- celle du Montauban à Melleville, localisée par les Alliés et plusieurs fois bombardée,
- celle de la Haye à Guerville qui ne fonctionna jamais, ce qui veut dire que ses VI tournaient en rond après le départ, jusqu’à ce que – carburant épuisé- ils s’écrasent au hasard dans la plaine ou sur une maison…  Les gens du voisinage auraient peut-être préféré qu’elle fonctionnât mieux !
Deux avions alliés s’écrasent près  du village : un avion de reconnaissance anglais Lysander et probablement un bombardier. Un soldat russe (peut-être un des malheureux  qui étaient préposés au lancement des VI) est fusillé : les corps de ces soldats alliés sont enterrés au cimetière.
À Millebosc, le père et le fils T… ont prêté des habits civils à des aviateurs anglais tombés en parachute. De bonnes âmes se sont chargées de signaler cette délicate attention aux Allemands et les deux hommes ont été incarcérés à la prison Bonne Nouvelle –la bien mal nommée- à Rouen. Quand ils se croisent dans les couloirs qui les mènent à leur interrogatoire, ils n’ont que le temps de se glisser N’avoue pas. Ils tiendront bon.
Les autres faits de résistance du village ne sont pas entrés dans notre histoire ; la mésaventure de R. M. n’entrant pas dans cette catégorie. Il subit l’agression armée d’un prétendu soldat français qui fait irruption de nuit  dans la chambre où dort sa femme et un bébé. Le jeune père revient des camps où il a appris à défendre sa vie ; les deux  hommes se battent dans la nuit et les balles traçantes qui  partent dans tous les sens illuminent la nuit d’un terrifiant feu d’artifice. Bilan de cette terrible loterie : l’agresseur est tué. R.M touché de trois balles -dont une dans les voies urinaires- est opéré en catastrophe. Dans le cirage de son réveil, il entend un médecin dire « S’il pisse il est sauvé, sinon… » ; jamais un homme ne mouillera son lit avec autant de satisfaction que R.M quelques heures après.
Si dans le Calvados les Américains sont vénérés, à Millebosc  ce sont les Canadiens du régiment  Chaudière qui  viendront un jour libérer le village depuis la vallée de la Bresle par Guerville, donnant plus tard leur nom à la grande rue du Bost de l’Ancien-Régime.

### 1950 – 1980: Les Trente Glorieuses à Millebosc
La modernisation, amorcée dans les années 1930 mais différée par la guerre, commence enfin.
Avec l’arrivée des fragiles pneumatiques, il devient nécessaire de goudronner les rues. On fait appel à la DDE qui prévoit leur élargissement préalable. Le conducteur de travaux Robert Louchet a gardé quelques-unes de ses photos techniques. Il était bien étroit ce bout d’heut (bout du haut) que la Traction avant de la DDE obstrue presque complètement. Et elle était bien triste notre rue des Canadiens qui serpentait entre des pignons délabrés et des parois de clin noircies.
Le machinisme évolue à pas de géant. La faucheuse-lieuse a remplacé la faux, le tracteur : le cheval, la  batteuse à poste fixe : le fléau, et les pneus des remorques : les roues cerclées de fer des chariots. La  machine à traire améliore enfin la condition des fermières, et les désherbants soulagent de l’épuisante corvée des binages et des échardonnages. Les derniers progrès décisifs seront les moissonneuses-batteuses, les presses à fourrage, et l’équipement des tracteurs d’un relevage.
La condition des ouvriers s’améliore après mai 68 et les accords de Grenelle. De 1950 à 1980, ce sont les euphoriques trente glorieuses. Il y aura bien des désordres en Algérie et en lointaine Indochine, mais officiellement il ne s’agit que de troubles de l’ordre et on ne s’en inquiète pas plus que ça. La mort en Algérie de R.C, natif de Millebosc, est passée inaperçue, car il avait quitté le village pour Gamaches. Mais un jour, une nouvelle glacée parcourt le village en une demi-journée : le jeune soldat B.M a été tué en Algérie. Il sera le seul : un de trop.
La dernière famille détentrice de droits d’usage en forêt au XXe siècle à Millebosc (la famille Folny-Vassart) a perdu son privilège. La petite maison qui le justifiait  avait été réquisitionnée par les Allemands pour en faire leur cantine et elle n’avait plus été habitée après la guerre.
Le père Thierry fabrique ses dernières mannes devant un groupe d’enfants des écoles amené par le couple des instituteurs Bascoul. Même s’il reste encore longtemps quelques bûcherons au village, de nombreux ouvriers partent maintenant chaque matin  pour travailler dans les usines. Avec les Solex ou les Mobylette, on peut aller chaque jour jusqu’à Des Jonquières : la plus grande verrerie d’Europe à Mers-les-Bains. Les Dumont, anciens maçons du village se déplaçaient en vélo ; les Léger -qui les remplacent dans la fonction- utiliseront plusieurs véhicules.
La composition des nouveaux  conseils municipaux  reflète un nouvel équilibre de la communauté; un maire non agriculteur peut même être élu sans que cela soit un drame, situation amorçant dans le calme les alternances à venir. Il arrive aussi qu’un fils d’ouvrier épouse une fille d’agriculteur.
En 1957, une seconde école est construite à côté de l’ancienne; les enfants du village seront donc successivement formés dans deux classes ; ceci jusqu’au regroupement pédagogique actuel. On lui donnera le nom d’Ecole maternelle Grémont en hommage à un soldat mort en 1916. Pour les enfants, arrive la riche époque des voyages scolaires annuels qui, bien que modestes, constituent des éléments majeurs d’ouverture sur le vaste monde.
Autre élément d’animation pour les jeunes garçons : les troupes d’enfants de chœur. Mais l’enthousiasme des instituteurs est mitigé à leur égard. Si M. Gilet assiste volontiers à la messe –avec une discrétion toute républicaine- son prédécesseur, M. Buruil, ne déplaçait pas les punitions de ses mauvais élèves quand elles tombaient l’après-midi du catéchisme.
C’est aussi l’époque où quelques bons élèves partent faire des études au loin : Gamaches, Eu, puis Rouen ou Nancy, bien sûr sous un sévère régime d’internat.
Pour ces pionniers, à défaut d’un train qui passerait au village, la seule manière de gagner Rouen est d’aller à pied à Guerville pour y monter dans un autocar glacé qui mettra trois heures pour atteindre la Seine. Les derniers pourront quelquefois profiter de la voiture, souvent un peu bringueballante, d’un oncle accommodant.
- un premier C.A.P : Daniel Boutry,
- une première bachelière : Rolande Mariette,
- un premier technicien supérieur : Pierre Legrand,
- un premier ingénieur : Francis Heux.

Ces étudiants reviennent quelquefois pour les longues vacances accompagnés de camarades étrangers qui n’ont pas de famille en France : c’est ainsi que le village accueillera pour quelques jours en 1966 un premier Vietnamien : Huynh Van Nghia et un Ivoirien, André Toka-Bi Tohoua : le premier noir passé au village depuis la Libération par les Nord-Américains. Sur de premières maisons, fleurissent de fragiles assemblages de tigelles métalliques : les antennes de télé. Les Millebotiers pourront bientôt regarder ébahis les barricades de mai 68 à Paris comme s’ils y étaient. La vie des femmes devient moins difficile avec les premières machines à laver que l’on achète chez Conseil ou Boulard, mais avec l’arrivée des frigidaires et bientôt les congélateurs, le charcutier  Lecat, a du quitter le village. De premières vacancières parisiennes, filles exilées à Paris d’une attachante vieille dame à Solex du village -la grand-cousine Evelyne- se promènent l’été dans les rues vêtues de shorts pourtant très pudiques. Millebosc, trop longtemps enfermé dans sa forêt, s’ouvre à la modernité et se décloisonne socialement et culturellement. La croix du père Anthime, à l’entrée de la Cavée, marque maintenant le début d’un petit chemin de randonnée. Ce rude village pend enfin un peu de bon temps.

## Politique et administration

Le maire Louvet entouré du couple d'instituteurs Gilet

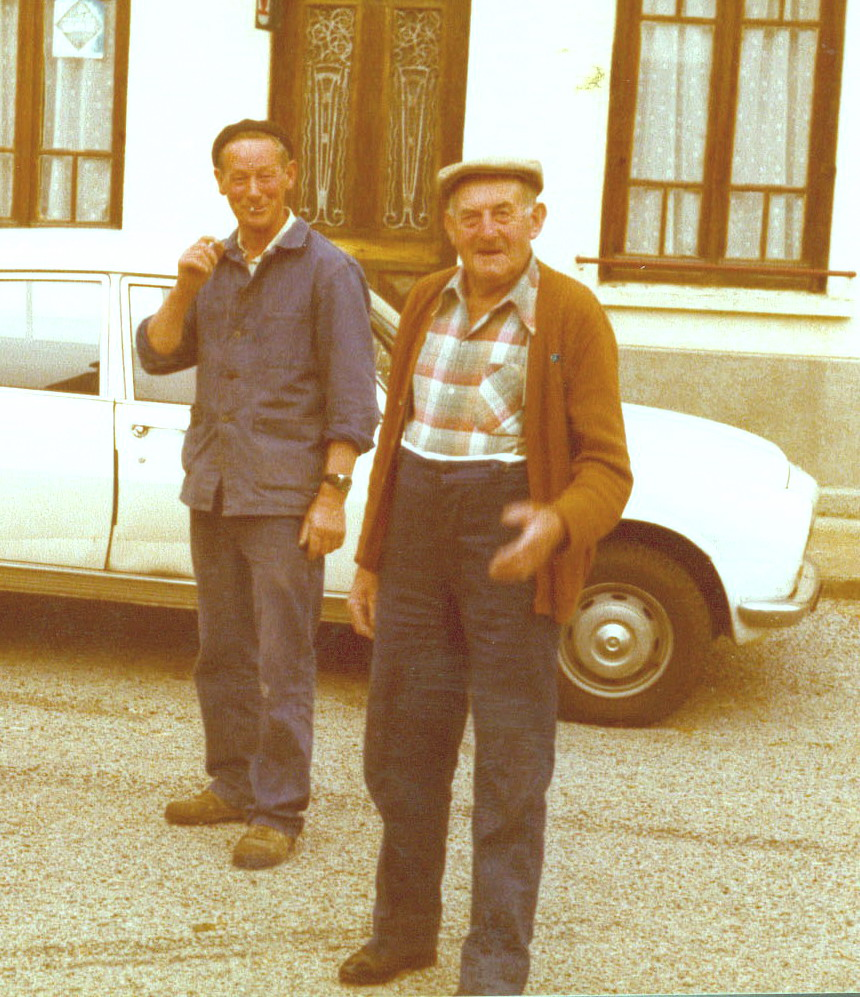
Georges Miquignon et Fernand Mariette : deux maires agriculteurs

| Période                                  | Période                    | Identité                | Étiquette | Qualité                                                     |
| ---------------------------------------- | -------------------------- | ----------------------- | --------- | ----------------------------------------------------------- |
| Les données manquantes sont à compléter. |                            |                         |           |                                                             |
| 1821                                     | 1831                       | Charles-Antoine Petit   |           |                                                             |
| 1841                                     | 1844                       | Antoine-Nicolas Lecapé  |           |                                                             |
| 1844                                     | 1848                       | Jean-Baptiste Miquignon |           |                                                             |
| 1848                                     | 1855                       | Louis Leroy             |           |                                                             |
| 1855                                     | 1870                       | François-Félix Lecapé   |           | propriétaire                                                |
| 1870                                     | 1905                       | Victorien Lainiel       |           | agriculteur                                                 |
| 1905                                     | 1906                       | Jean Baptiste Peltier   |           | instituteur                                                 |
| 1906                                     | 1907                       | xx Bouteleux            |           |                                                             |
| 1907                                     | 1912                       | Henri Mariette          |           |                                                             |
| 1912                                     | 1918                       | xx Laurence             |           |                                                             |
| 1918                                     | 1929                       | Paul Laigniel           |           |                                                             |
| 1929                                     | 1947                       | Albert Folny            |           |                                                             |
| 1947                                     | 1974                       | Clotaire Louvet         |           | apiculteur, blessé de guerre                                |
| 1974                                     | 1983                       | Georges Miquignon       |           | agriculteur                                                 |
| 1983                                     | 2001                       | Fernand Mariette        |           | agriculteur                                                 |
| 2001                                     | 2007                       | William Delorme         |           |                                                             |
| 2007                                     | 2014                       | Daniel Mariette         |           | agriculteur                                                 |
| 2014                                     | En cours (au 10 août 2020) | Christine Rodier        |           | fonctionnaire territoriale Réélue pour le mandat 2020-2026, |

## Population et société

### Démographie
L'évolution du nombre d'habitants est connue à travers les recensements de la population effectués dans la commune depuis 1793. Pour les communes de moins de 10 000 habitants, une enquête de recensement portant sur toute la population est réalisée tous les cinq ans, les populations de référence des années intermédiaires étant quant à elles estimées par interpolation ou extrapolation. Pour la commune, le premier recensement exhaustif entrant dans le cadre du nouveau dispositif a été réalisé en 2008.

En 2022, la commune comptait 238 habitants, en évolution de −4,8 % par rapport à 2016 (Seine-Maritime : +0,35 %, France hors Mayotte : +2,11 %).
| 1793 | 1800 | 1806 | 1821 | 1831 | 1836 | 1841 | 1846 | 1851 |
| ---- | ---- | ---- | ---- | ---- | ---- | ---- | ---- | ---- |
| 367  | 364  | 363  | 405  | 403  | 388  | 403  | 440  | 421  |

| 1856 | 1861 | 1866 | 1872 | 1876 | 1881 | 1886 | 1891 | 1896 |
| ---- | ---- | ---- | ---- | ---- | ---- | ---- | ---- | ---- |
| 440  | 452  | 454  | 358  | 410  | 406  | 395  | 381  | 353  |

| 1901 | 1906 | 1911 | 1921 | 1926 | 1931 | 1936 | 1946 | 1954 |
| ---- | ---- | ---- | ---- | ---- | ---- | ---- | ---- | ---- |
| 333  | 296  | 290  | 262  | 259  | 258  | 262  | 267  | 274  |

| 1962 | 1968 | 1975 | 1982 | 1990 | 1999 | 2006 | 2008 | 2013 |
| ---- | ---- | ---- | ---- | ---- | ---- | ---- | ---- | ---- |
| 260  | 248  | 217  | 214  | 250  | 244  | 268  | 275  | 261  |

| 2018 | 2022 | - | - | - | - | - | - | - |
| ---- | ---- | - | - | - | - | - | - | - |
| 244  | 238  | - | - | - | - | - | - | - |

Avant les recensements, les registres paroissiaux des Archives Départementales donnent quelques éléments sur la population du village :
. 33 mariages entre 1549 et 1588 (soit environ 1 par an)
. 69  contributaires au rôle de taille de 1695 : avec une estimation d'environ 4  personnes par " feu", il y avait au village à peu près la population actuelle.
La population plus importante constatée avant 1900 peut trouver une explication dans l'apparition à partir du milieu du XVIIIe siècle - puis le développement-  du métier de "mandier"   (signalé sous le nom de "pannetier" dans les registres de catholicité).
À partir de la Restauration malgré les vicissitudes politiques, le pays s’organise. Le premier recensement de 1841 fournit une photographie des  95 familles qui constituent les quelque 400 habitants du village : sous l’Ancien Régime, on aurait dit qu’il y a 4 personnes par feu .
Quatre-vingt familles comportent les  deux parents, alors qu’une quinzaine sont des familles monoparentales dont un des conjoints est décédé. Une dizaine d’habitants sont dans une précarité extrême : un mendiant, et 2 ménagers vivant seuls avec des revenus indéterminés ; et de quoi pouvait vivre cette famille constituée d’une ménagère veuve et de ses deux enfants ? En vis-à-vis, on note 5 familles employant  domestiques ou servantes en dehors des ouvriers agricoles.

### Économie

#### Les métiers de la terre
En 1841, le chef de famille est cultivateur dans 22 cas, alors qu’il n’est journalier que dans 2 situations. La plupart des salariés de l’agriculture (journalier, berger, vacher, charretier …) vivent en célibataires chez leur patron.

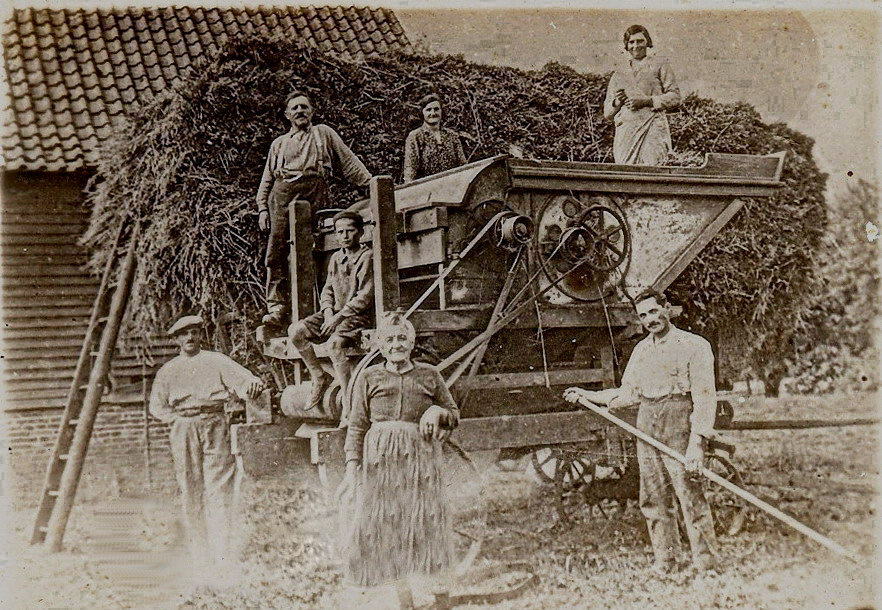
Les Heux à la batteuse

L'assolement triennal, qui perdurera jusqu'après la guerre 39/45, fait se succéder :
- le blé : pour les besoins des hommes
- l'avoine (avec implantation sous couvert de trèfle violet) pour les chevaux
- une culture fourragère : trèfle violet ou dragie (vesce), pour l'alimentation des vaches (elle sera remplacée par la betterave fourragère).
Aucun désherbant, avec le fumier comme seul engrais : c'est du bio avant l'heure; mais avec une récolte limitée à une vingtaine de quintaux.
Le progrès sera l'arrivée du machinisme: barre de coupe puis  javeleuse, faucheuse-lieuse, aplatisseur de grains. Et enfin la batteuse qui délivrera de la corvée du battage au fléau, lequel ne sera plus pratiqué que  pour préserver la paille de seigle nécessaire pour faire les liens.

#### Les métiers de la forêt

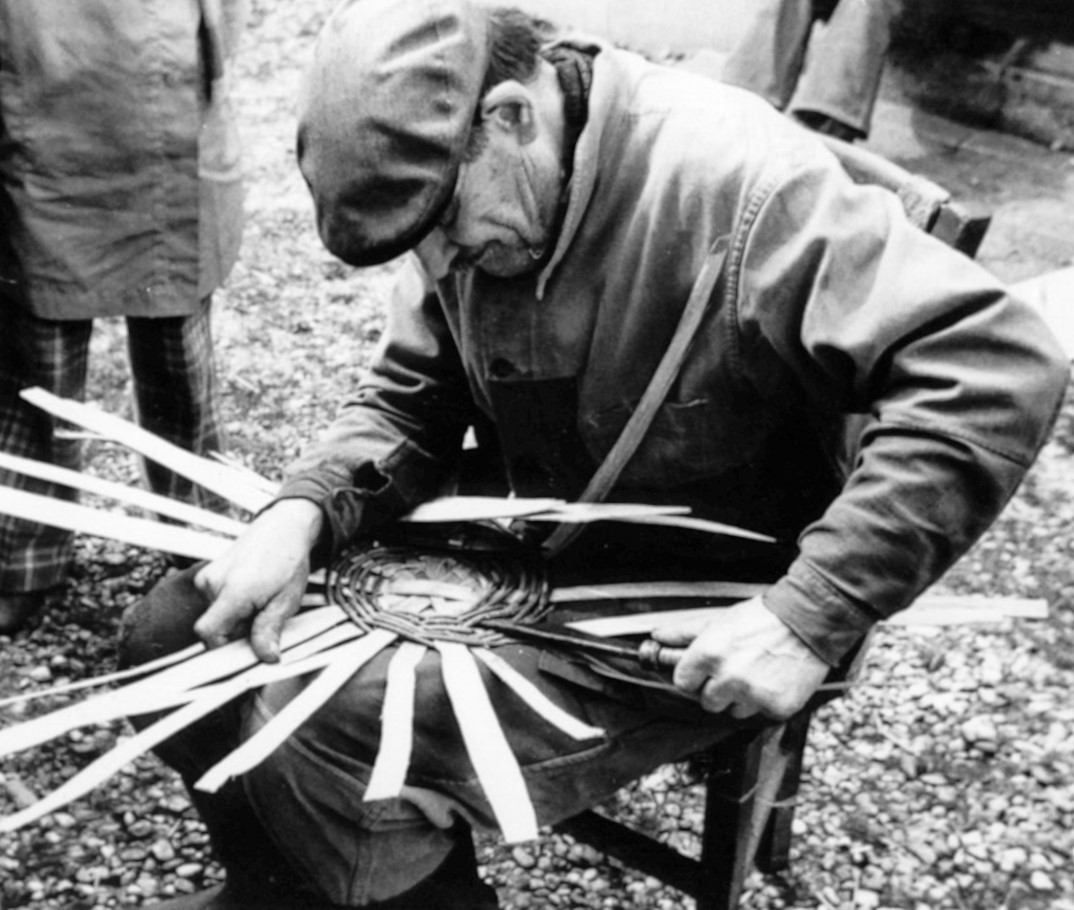
Père Thierry commençant une manne

En 1841, l’ensemble des métiers de la forêt emploie une trentaine de chefs de famille soit sensiblement plus que l’agriculture :
- une quinzaine de familles de pannetiers, mandiers ou balletiers.
- 8 familles de bûcherons,
- 3 familles de gardes, dont celle d’un garde forestier qui héberge 9 terrassiers célibataires assistés d’une servante : la plus grosse entreprise du village est une entreprise de travaux forestiers.

#### Les artisans
Les nombreux métiers d’artisans de l’époque sont pratiqués par une -ou au plus deux- familles: charron, charpentier, cordonnier, maréchal, maçon, bourrelier.
Un seul ouvrier verrier et un seul charbonnier : Guerville  a l’exclusivité de ces métiers de fournaise.
L’instituteur et un rentier complètent l’effectif. Il n’y a plus de curé en résidence.
Les épouses sont souvent ménagères ou fileuses mais 9 exercent le métier de balletière qui était encore une pratique féminine dans les années 1970. Une seule est qualifiée de cultivatrice après le décès de son mari. Dans les familles de cultivateurs ou d’artisans, les grands enfants pratiquent le plus souvent le métier paternel.

### Enseignement
Le premier instituteur identifié est Harmand  qui rédige les actes d'état-civil après la Révolution.
La première trace que nous ayons de l’école de Millebosc date de 1866. Cette école du second empire est encore une école payante : le tarif est de 1,5F par mois mais l’Etat accorde une réduction : la famille qui paie l’année en une seule fois ne devra que 10F au lieu de 18F ! Une affaire dont les bénéficiaires sont soigneusement identifiés sur un registre communal. En 1866, ce sont 32 familles qui bénéficieront de cette promotion imbattable sur les frais scolaires pour 43 enfants. Mais après une première année, l’effet de la mesure marque le pas : 14 familles en 1867, 11 en 68 et 69, 10 en 1870 et 6 seulement en 1871. Même après que les difficultés économiques de la guerre de 1870 aient été digérées, l’effectif n’atteindra plus la vingtaine de familles. Cette réduction des paiements annuels a-t-elle été compensée par une augmentation des paiements mensuels ? Dans tous les cas, ces effectifs ne constituent qu’une minorité des enfants d’âge scolaire pour un village de 400 habitants.
Instituteurs identifiés: 

Odette Cléré : première institutrice de l'après guerre

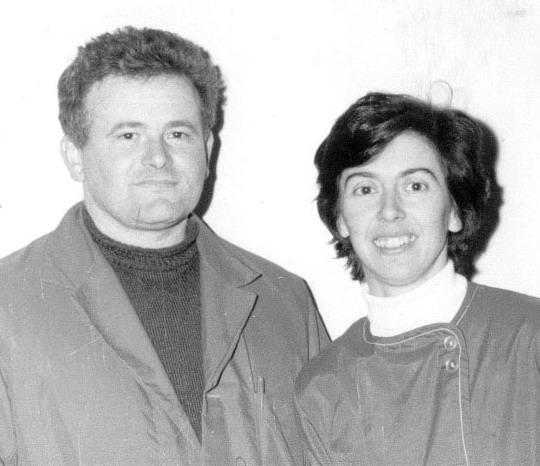
Les Bascoul : instituteurs des années 80

1865 : Pégard (et directeur du cours d'adultes); maîtresse à l'aiguille : Melle Orphanie Pégard               1889 : Peltier, maîtresse à l'aiguille : Mme Peltier                                 1925 : Melle Leprêtre
1930 : M. Dessansac               1935 : Mme Ducrocq                1939 : M. Ternisien              1943 : M. Matrot
1946 : création d'une deuxième classe : M. Buruil, Madame Cléré            1955 : M et Mme Gilet              1962 : M et Mme Bascoul               1980 : M Poirier et Mme Dabovalle
Pour l'enseignement primaire, les communes de Melleville, Millebosc, Longroy et Guerville sont associées -à partir de 1984- au sein d'un regroupement pédagogique intercommunal (RPI), le Sivos de la forêt d'Eu gère l'aspect financier.
L'école ferme en juin 2023 pour permettre le maintien des cinq classes du RPI basées à Guerville et Longroy.
En octobre 2024, l'école fermée accueille un Mam (maison d'assistantes maternelles), « Mam Nounou », destinée principalement aux enfants de zéro à trois ans. L'école est ensuite aménagée en mairie.

## Culture locale et patrimoine

### Lieux et monuments

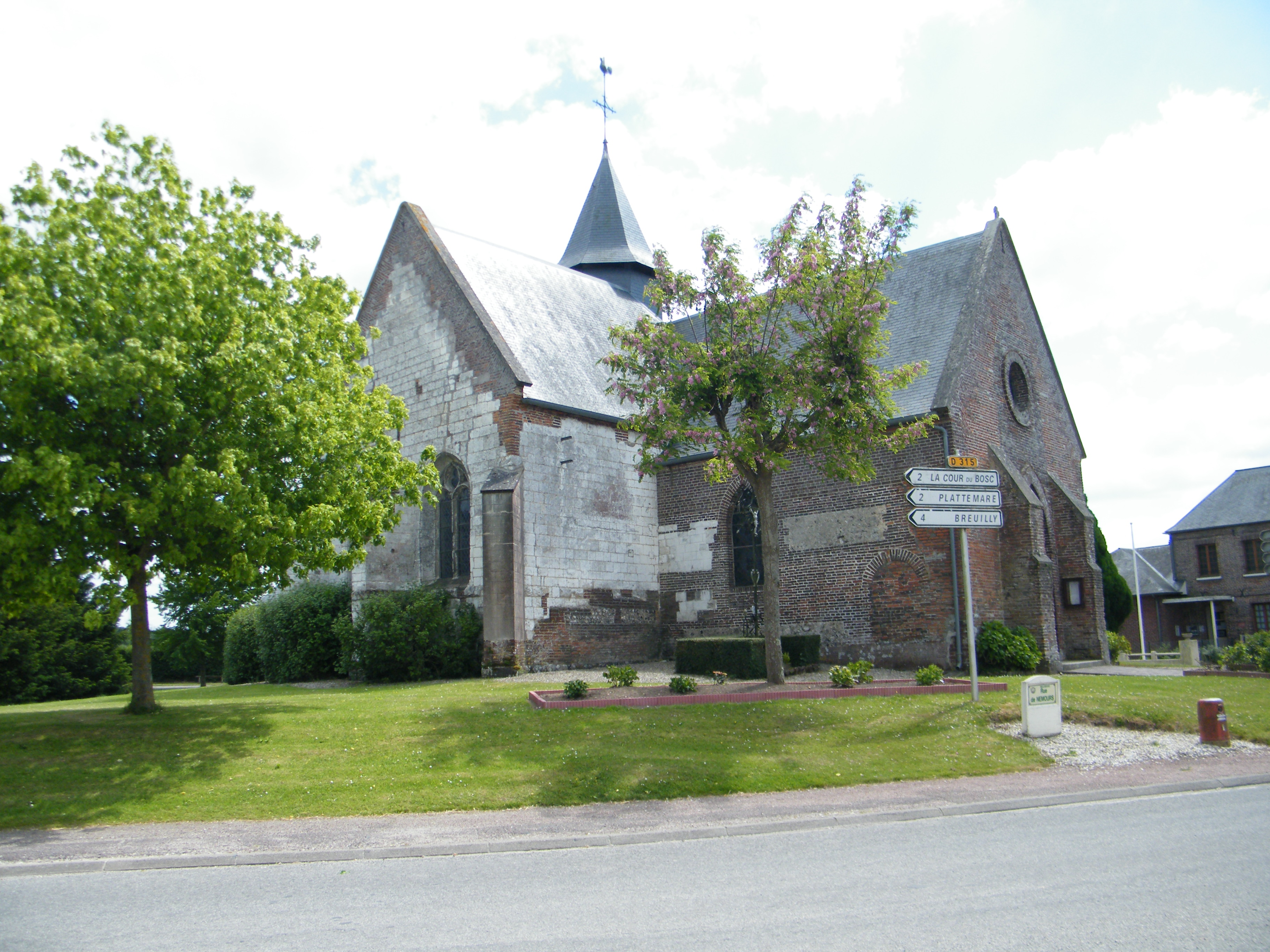
Église Saint-Wandrille.
Grand clocher au début du XXe siècle.
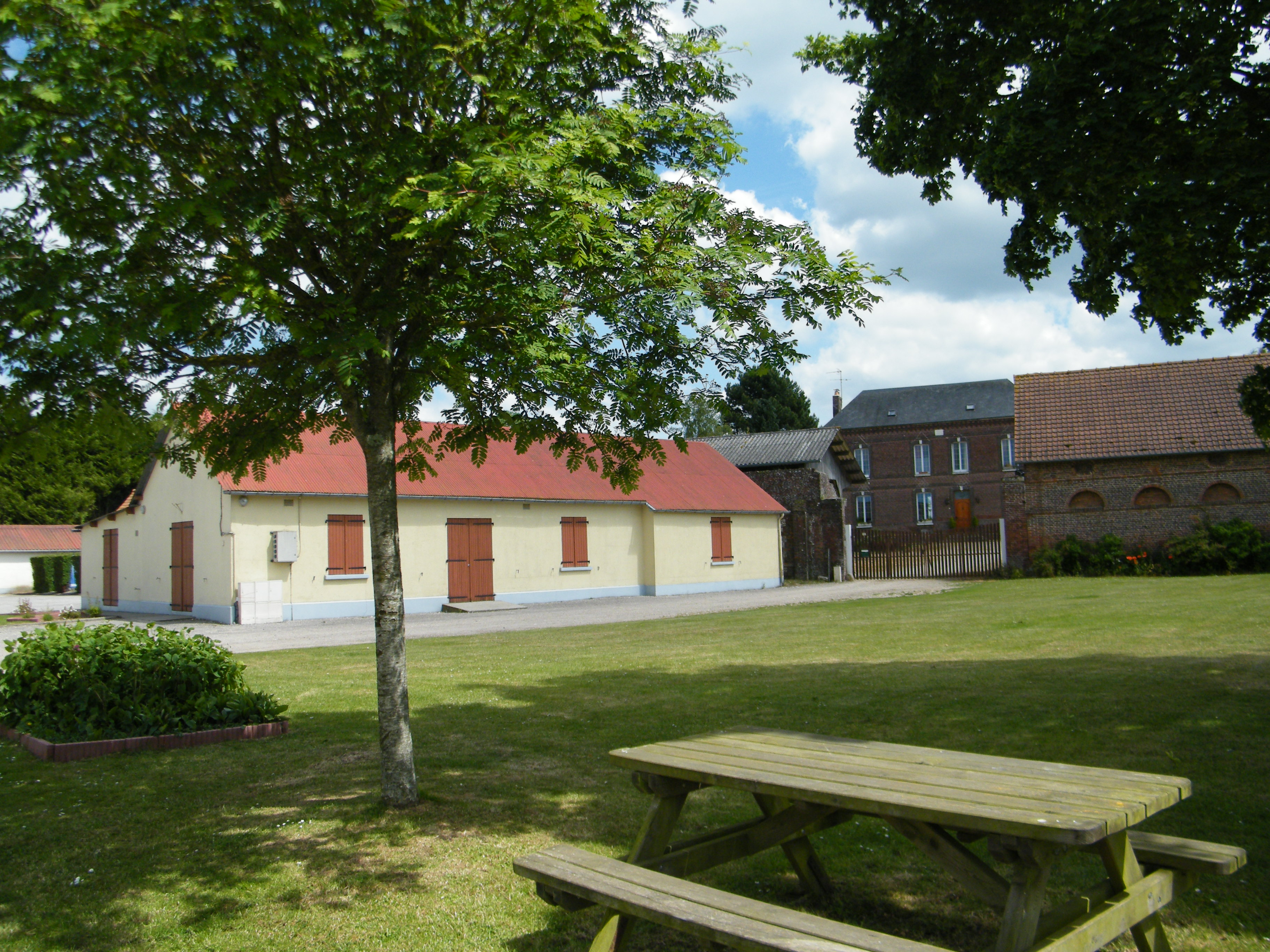
Salle communale.
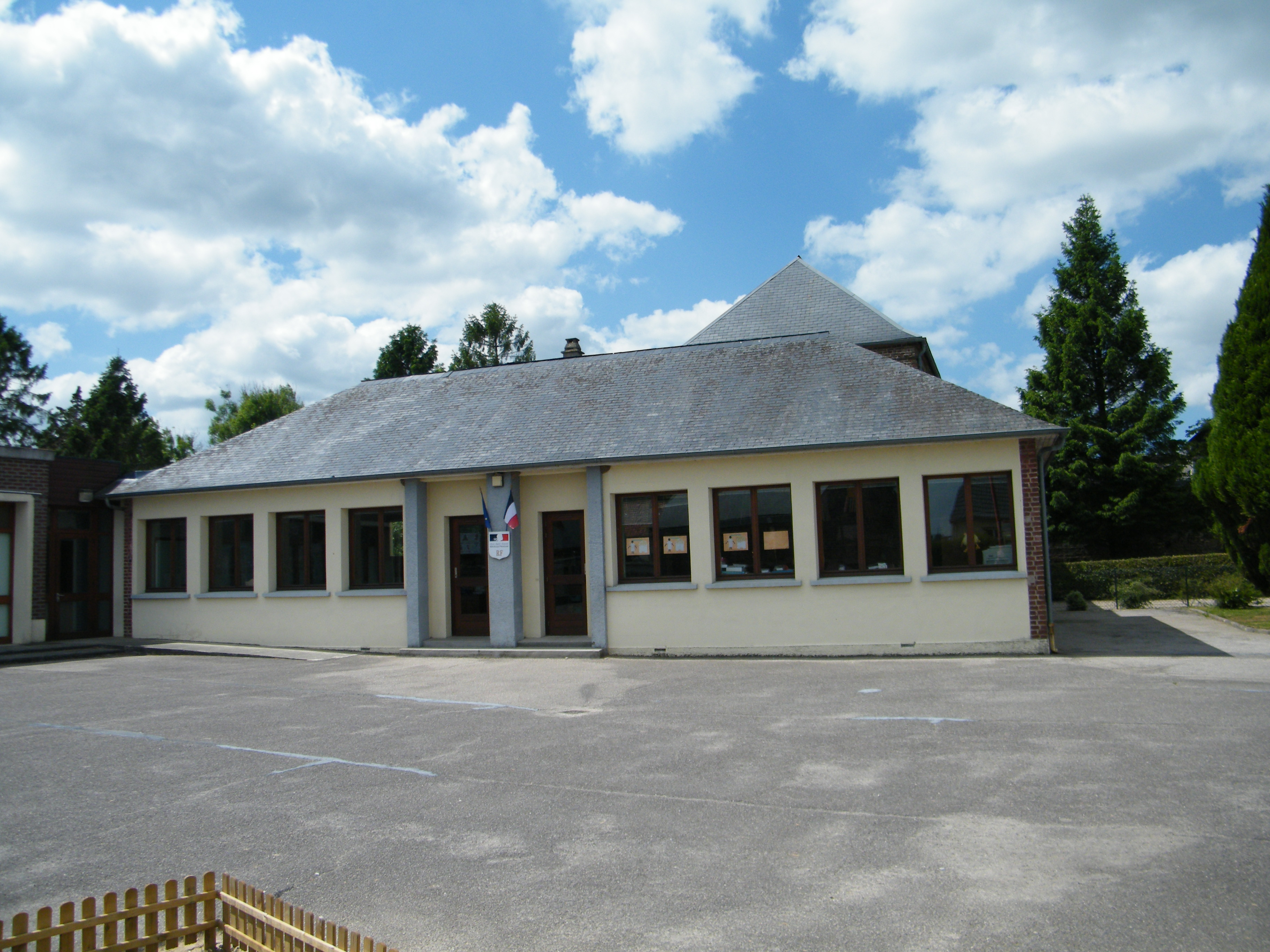
Bâtiments scolaires.

.

#### Une église au patron singulier: Saint Wandrille du Bec Hellouin
L’église a été presque entièrement reconstruite au XVIe siècle, période où y a été intégrée une jolie chapelle jolie seigneuriale en pierre blanche, voûtée et percée de trois fenêtres en ogive. Dans la chapelle, trône une vierge à l’enfant en pierre peinte dorée recouvrant une polychromie primitive. A l’entrée du cœur Saint Nicolas et Saint Antoine vous accueillent. La chaire à balustres date du début du XIXe siècle.

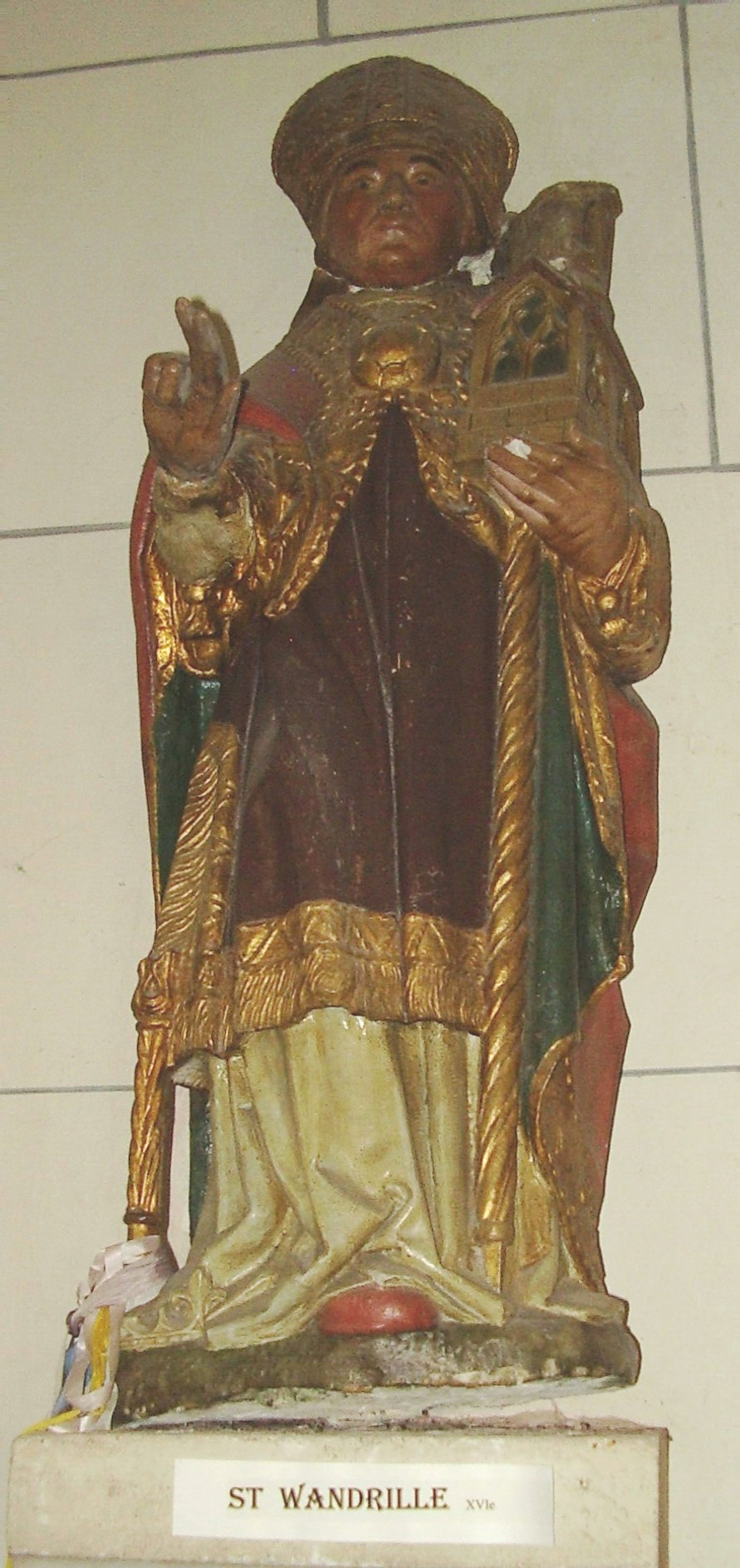

L’église de Millebosc dépendait du prieuré de Saint-Martin, maintenant situé sur le territoire d’Incheville. L’actuelle jolie chapelle Saint-Martin était à l’époque   le centre spirituel d’un bel établissement monacal. Le prieuré de Saint Martin avait été lui-même fondé en 1106 par l’Abbaye du Bec-Hellouin : grand ordre de moines défricheurs, dont le supérieur, le bienheureux Wandrille, abbé de Fontenelle, avait érigé près de Rouen l’Abbaye portant son nom.
Mais tous les fondateurs d’églises, d’ordres ou de monastères sont ordinairement accompagnés d’un moutier;   le second patron de l’église, qui figure auprès de Saint Wandrille est Saint Jean-Baptiste. Le prieuré avait contribué à l’établissement du collège d’Eu par acte du 9 janvier 1582
Saint Wandrille était également patron d’Anglesqueville sur Saane, Belleville en Caux, Berville, Pierrepont, Saint Filibert, Boissay, Mesnil sous Jumièges, Sierville et Sainte Austreberthe. Mais il n’y a qu’à Millebosc qu’on puisse encore voir une statue du saint fondateur ; les trois autres que Guillaume la Vieille, prieur de Marcoussis et curé de Millebosc avait fait réaliser en 1723 par un sculpteur inconnu ont disparu.
Le clocher était un des plus hauts de la forêt d'Eu. Il  a été considérablement raccourci lors de sa réfection au début du XXe siècle.
La cloche aussi connut des vicissitudes : en 1841, elle a perdu totalement le son. Le conseil municipal délibère qu’elle sera refondue : il est prévu que la dépense soit prélevée sur la somme de 162 francs restant en boni, mais cela sera loin de suffire et il faudra une rallonge que l’on mettra plusieurs exercices à constituer. Le fondeur Beuze de Gamaches devait remplir lecontrat  en 1845. Avant la fonte, la cloche pesait 349 kg. La nouvelle cloche pesait après la refonte 365 kg. Elle a été bénie par Monseigneur Paumier et  nommée Marie Geneviève  par M. et Mme Beaurain de Plattemare le 10 juin 1847. Dans ce village peu pratiquant, notre hameau de Plattemare -après le pieux Leblond du XVIIe siècle et avant Madame Louvet, femme du maire, animatrice de l’UFCS dans les années 1955 a constitué durablement un îlot de pratique religieuse.
Mais 40 ans après, la cloche est à nouveau malade. Il faut remettre ça. Une grande souscription est ouverte, qui dépasse les limites du village : elle réunira 1.439F donnés par 189 souscripteurs. On a ratissé large autour de Millebosc. Le principal souscripteur sera Monseigneur le Comte de Paris  qui ouvre la liste avec 250 francs. Plusieurs commerçants des bourgs voisins feront un geste, et aussi quelquefois des donateurs de villages lointains, dont les noms sont pourtant familiers : sans doute des familles migrantes qui ont gardé leur tendresse à leur village d’origine.

#### L'église: une petite entreprise
Si la cure est le (petit) domaine du curé, le curé n’est que le trésorier de la fabrique de Millebosc, sous l’autorité de l’Archevêque de Rouen.
Le budget de la fabrique de l’église tenait à trois sources principales :
- 300 livres de fermage de la ferme du Prieuré, maintenant appelée la Faisanderie.
- Le produit de la dîme de Monchy-sur Eu,
- 600 livres de fermage de la seigneurie de la Cour du Bois. Ce fief  avait été donné aux religieux vers l’année 1200 par un chevalier de Millebosc. Plus tard, il était passé entre les mains de Joachim de Bellengreville, qui avait tenté sans succès de s’approprier le domaine pendant l’exil de la compagnie[52]

Sur un revenu de quelque 5 500 livres, avec des charges de 3 092 livres, il restait 2 391 livres pour le paiement des décimes et de la subvention (dont semble-t-il la rente versée au vicaire perpétuel de Monchy), pour la nourriture et l’entretien de dix jésuites. Avec le solde, quand il y en a, on réalise les travaux d’entretien des fermes  du Prieuré et de la C   Le revenu est constitué principalement des obit : messes dites à l’attention d’une personne proche décédée. Quant au patrimoine, si à Gamaches, la fabrique contient des objets de culte en métaux précieux, à Millebosc, ce sont plutôt quelques acres de terre par-ci par-là  que donnent en héritage à l’église des fidèles généreux ou qui ont une dette vis-à-vis de l’église… ou peut-être quelque chose à se faire pardonner.
Les gestionnaires des biens de l’église ont la mémoire longue : en 1691, date du registre examiné, certaines sommes sont dues depuis plusieurs générations :
- la dette de Jean La Voin (Lavoine ?) de 10 sols et 2 chapons date de 1602,
- celle de Jean Poirier date de 1585,
- celle de Jeanne Poirier -épouse Lescappé- de 22 sols, 6 deniers avait été établie par  l’abbé Eustache il y a plus de 130 ans : charmant héritage de génération à génération qu’une dette à perpétuité due au geste pieux d’un lointain ancêtre ! Et pour que les descendants ne risquent pas d’oublier, on les avait emmenés en 1628 pour une recongneissance devant le tabellion de Grandcourt.
Pourtant, ces rentes s’éteindront un jour et les biens seront peu à peu aliénés En 1849, quand l’abbé Cochet la visite, l’église compte 449 fidèles, mais elle ne dispose plus ni de l’abbé, ni du vicaire qui l’occupaient un siècle avant alors que le village ne comptait que 78 feux.

#### Un appel d’offres très particulier en 1736
Mars 1736 : le vieux curé de Millebosc est décédé et le presbytère est vide. L’archevêque de Rouen doit trouver une solution en attente d’un éventuel remplaçant. A cette époque, il ne s’agit pas de nommer un prêtre qui vivra d’un petit S.M.I.G versé par l’évêché, et il est illusoire d’espérer grand-chose des seules oboles des fidèles alors que le village compte déjà plusieurs mendiants. Les abbés doivent vivre sur leur cure qui est plus ou moins bien pourvue. Au même siècle, on dispose encore pour le village voisin de Melleville d’une première offre au caractère très publicitaire pour vanter les revenus de la cure vacante.
Le régisseur de l’archidiaconé d’Eu et Petit Caux est donc chargé d’un appel d’offres bien particulier : pourra bénéficier des revenus de la cure pour un an l’adjudicataire qui pourra  faire desservir ladite cure  à ses frais par un prêtre approuvé de mondit seigneur ou de messieurs ses grands vicaires généraux, et de payer les décimes ordinaires et extraordinaires, vendre les labeurs et semences des terres de ladite cure si il en a, et d’acquitter toutes les autres charges prévues et non prévues.
Il faut croire que les revenus de la cure ne sont pas négligeables car la mise à prix de l’adjudication  est de 700 livres. Particularité de cet appel d’offres, un premier contractant est déjà ciblé : maître Antoine Petit, marchand de Monchy, s’engage à couvrir la mise à prix étant prévu qu’au cas où ladite adjudication ne demeure pas audit Petit, il lui sera remboursé ses avances, frais et vacations, pendant la gestion qu’il aura fait sur son mémoire. Le calendrier de l’adjudication n’aurait manifestement pas permis de semer le blé avant l’hiver : opération qui avait été confiée dans l’urgence au sieur Petit.
On ne sait pas si Antoine Petit aura été l’adjudicataire final de cet appel d’offres. En tout cas le même scénario se reproduit une quinzaine d’années après, en 1753. Est-ce la valeur de la cure qui a augmenté ou l’argent qui s’est déprécié : en tout cas c’est pour le prix principal de 1100 livres que le nouvel adjudicataire Charles Brasseur emporte le marché de la gestion temporaire de la cure de Millebosc pour un an.

#### La stèle Adélaide

L'instituteur Peltier devant la stèle Adélaide

Le roi Louis Philippe a une sœur - Adélaïde- qu’il apprécie beaucoup et en l’honneur de laquelle il fera ériger une colonne de 12m à côté de la maison forestière de la Bouillarderie. La légende gravée sur la pierre est explicite : Le roi Louis Philippe 1er ayant donné à cette forêt le nom de sa sœur bien-aimée madame Adélaide d’Orléans, a fait ériger cet obélisque pour consacrer ce souvenir d’amitié fraternelle 1845.
Certains visiteurs peuvent s’étonner du fait que la femme qui figure en effigie soit couronnée. En fait, il s’agit de la Carolingienne Adélaïde de Bourgogne  née en 931, décédée en 999 et canonisée en 1097 par le pape Urbain II. Cette grande dame née dans la famille royale de Bourgogne, petite fille de Rollon, fut reine d’Italie, épouse de l’empereur Otton le Grand, voyagea en France et en surveilla l’évolution politique : une européenne avant l’heure
La stèle était entourée d'une superbe chaine à gros maillons polygonaux qui a été volée par des ferrailleurs indélicats.

#### La maison forestière de la Bouillarderie
Les gardes forestiers occupent les logements qu’ils trouvent à occuper dans les villages, ce qui n’est guère fonctionnel pour intervenir en urgence au sein d’un massif forestier. La construction des maisons forestières en forêt d’Eu commence en 1847 sous Louis-Philippe : un roi attentif à cette forêt qui entoure son château d’Eu. En 1856, on connaît déjà les maisons forestières de Réalcamp, Rougemare, Cuverville, Madeleine, Sainte-Catherine et  la Bouillarderie. 

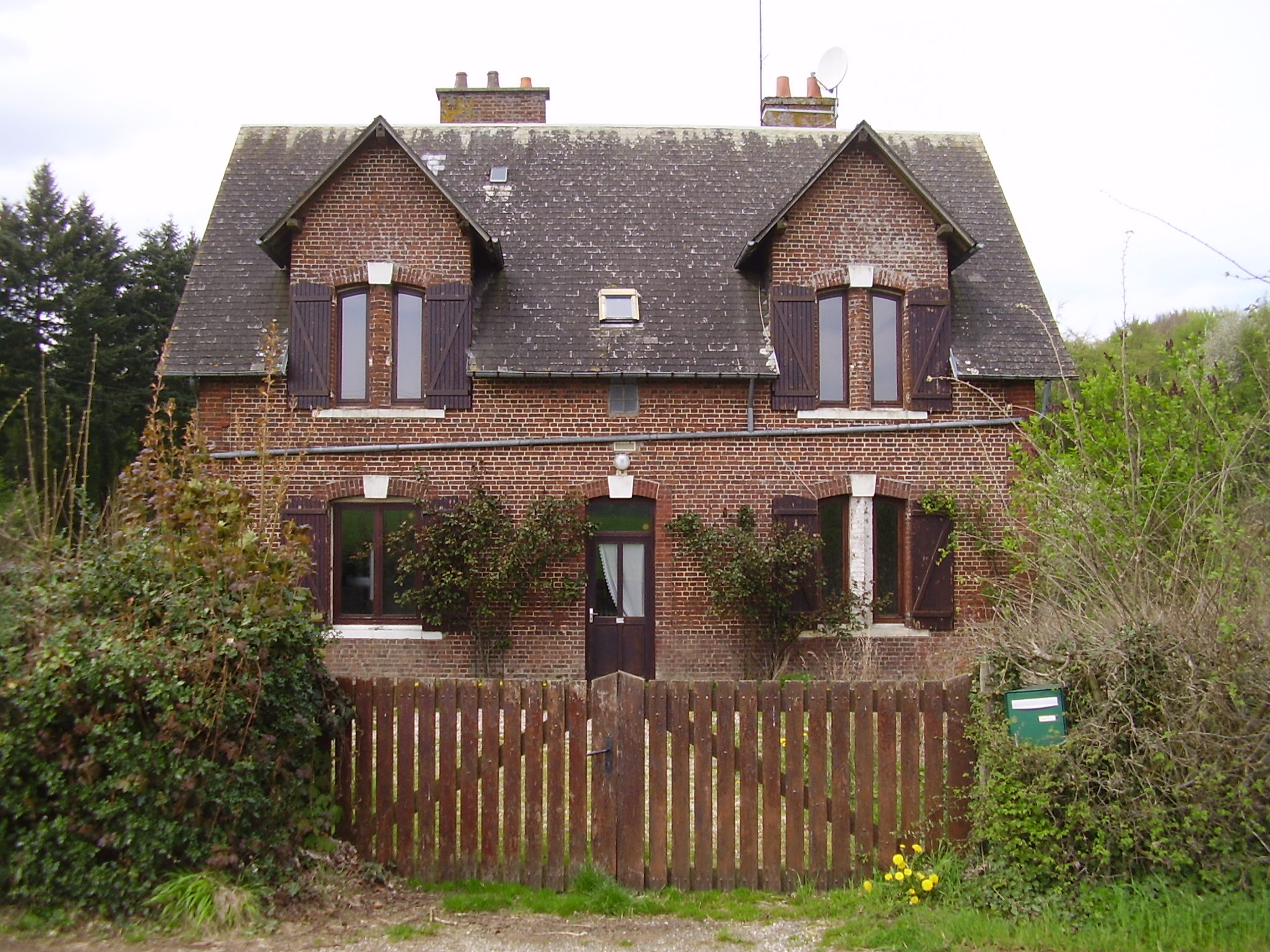
Maison forestière de la Bouillarderie

À cette époque, le risque majeur qui menace le patrimoine bâti est l’incendie. Aussi, la Direction des Forêts a établi une circulaire qui prévoit un ramonage annuel à l’initiative du gardien occupant.
Le 16 décembre 1857, le maire Lescapé atteste : Nous, maire de la commune de Millebosc, certifions que la cheminée de la maison forestière de la Bouillarderie a été ramonée dans le courant du mois de juin dernier par le ramoneur de la commune, en foi de quoi nous avons délivré le présent certificat pour servir et valoir envers qui de droit. Tout juste un mois après, c’est le garde Lefloch qui s’empresse -le 17 janvier 1858- de signaler qu’il s’est mis à jour pour l’année suivante : Je sous-signé Lefloch, garde forestier à la résidence de la Bouillarderie, certifie que la cheminée de la maison forestière a été ramonée le 16 janvier par le nommé Alfred, ramoneur à Eu. En 1864, la prime demandée par  la Compagnie d’Assurances contre l’incendie, la foudre, l’explosion du gaz et des machines à vapeur  est de 1,8 F pour un capital assuré de 5.160 francs ; dans une fourchette de 1,3F à 4,3F c’est très raisonnable.
Cinq ans après le premier programme de construction, les maisons forestières ont fait la preuve de leur intérêt, et la direction des forêts lance une seconde tranche. L’administration propose aux conservateurs des forêts un choix entre plusieurs modèles-type et leur demande de lui proposer les priorités à donner. La réponse pour la forêt d’Eu proposera le type 3 qui est le plus favorable pour le locataire : La cuve servira de laiterie et la grange de cellier pour le cidre. Néanmoins, vu l’exiguïté du modèle 3, il y aura lieu de prévoir dans chaque maison la chambre au premier étage, qui avec celle du rez-de-chaussée donnera deux lits. Au besoin, dans le cas où le garde aurait des enfants de plusieurs sexes , on pourrait installer un lit dans la cuisine.
Dans liste de 10 sites proposés pour la forêt d’Eu on en trouve deux dans le Triage, justifiant cette demande par le fait que le village de Millebosc touche à la forêt, mais n’offre pas de ressources et un dans le canton de la Cour du Bosc pour un budget de 8.478 francs dont 450 pour la citerne. Mais en termes de priorité, la réponse ne propose le site de la Cour du Bosc qu’en 8ème position sur 10 : la maison forestière de la Cour du Bosc ne sera jamais construite…

### Loisirs et culture

#### La balle au tamis
À la Belle Epoque, un premier sport d"équipe fait fureur des deux côtés de la Bresle : la balle au tamis (ou balle au tambour). Deux équipes  se renvoient une petite balle d'argile sur un terrain de 2 x 90m avec un gant rigide lacé au poignet (une peau de vache tendue sur  une coque de bois). Certains pensent que cet outil est une variante de la chistéra basque, qui aurait été amenée par des soldats au temps où le Nord de la Somme était espagnol.

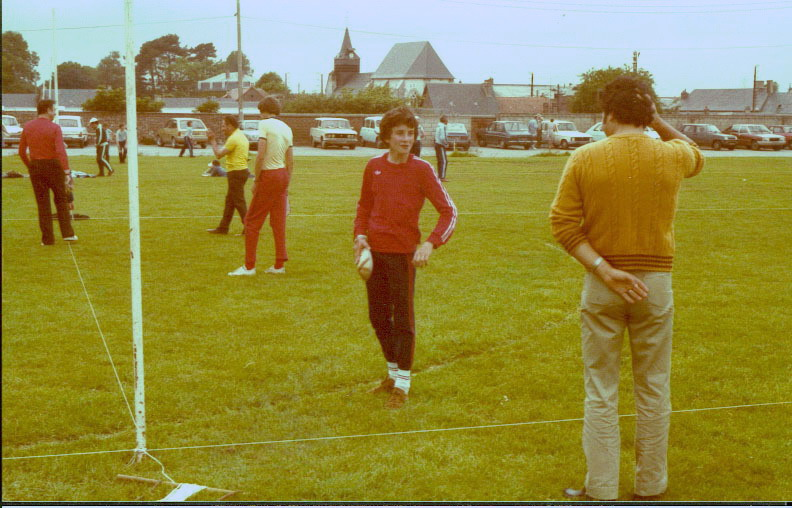
Partie de balle au tamis.

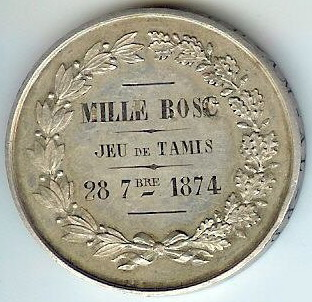
Médaille de balle au tamis.

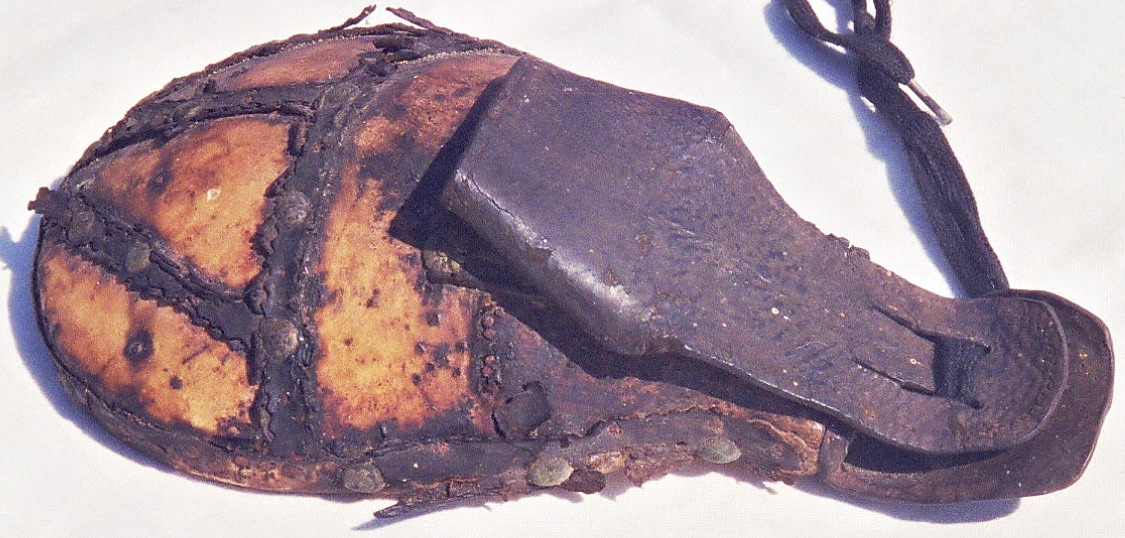
« Tambour » de balle au tamis.

C'est un spectacle dantesque  qui se déroule devant tous les habitants du village. Millebosc y a connait son heure de gloire en 1874.
C'est un spectacle dantesque qui se déroule devant tous les habitants du village. Millebosc y a connaît son heure de gloire en 1874.
Après la guerre, seul le maire dispose d'une voiture et du téléphone. Le plus proche cinéma est à Gamaches à 8 km en vélo à Gamaches. Pas de télévision, pas de terrain de sport, pas d’argent de poche et guère de temps pour les loisirs individuels dans cette société qui se reconstruit dans l’urgence. La fête du village avec ses balançoires, son concours de tir et son bal du soir est la seule vraie occasion de rencontre entre les jeunes gens du village et des villages d’alentour.
La balle au tamis est toujours pratiquée. Même si on n’est plus au siècle précédent où Millebosc écumait les podiums, le village reçoit encore quand c’est son tour les équipes des villages concurrents de la forêt d’Eu et du Vimeu.

#### La Fête de la Forêt devient la Middle-Wood
Sous les mandats de M. Delorme et de Daniel Mariette, la fête de la forêt devient rapidement un évènement incontournable de la  forêt d'Eu, prenant le relai de la fête du Poteau Maître Jean. La troupe du " Carcahoux", dont hommes et femmes ont revêtu les habits des grands parents, y crée une animation bon enfant.

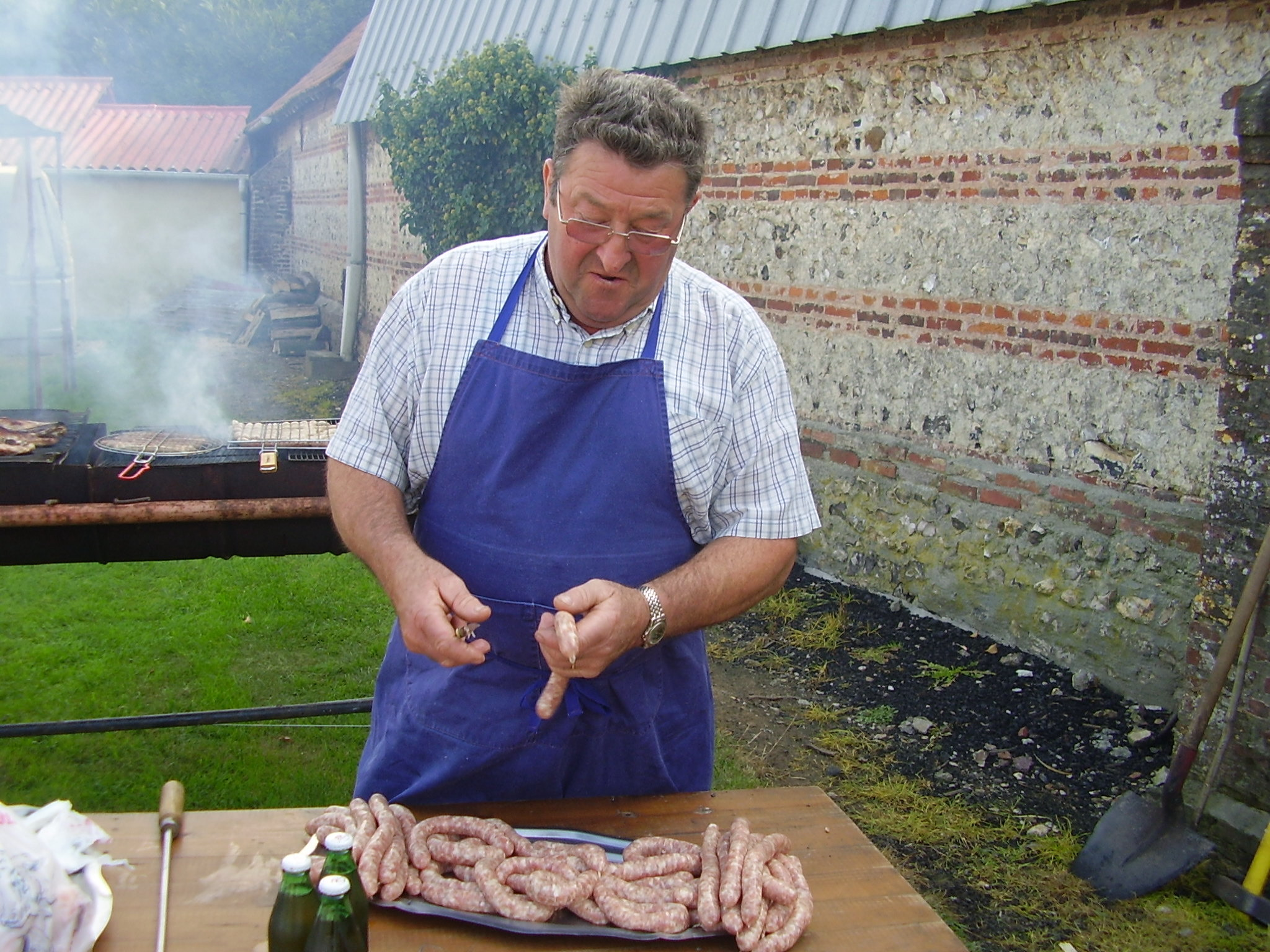
Le maire Daniel Mariette s'improvise charcutier pour la bonne cause.
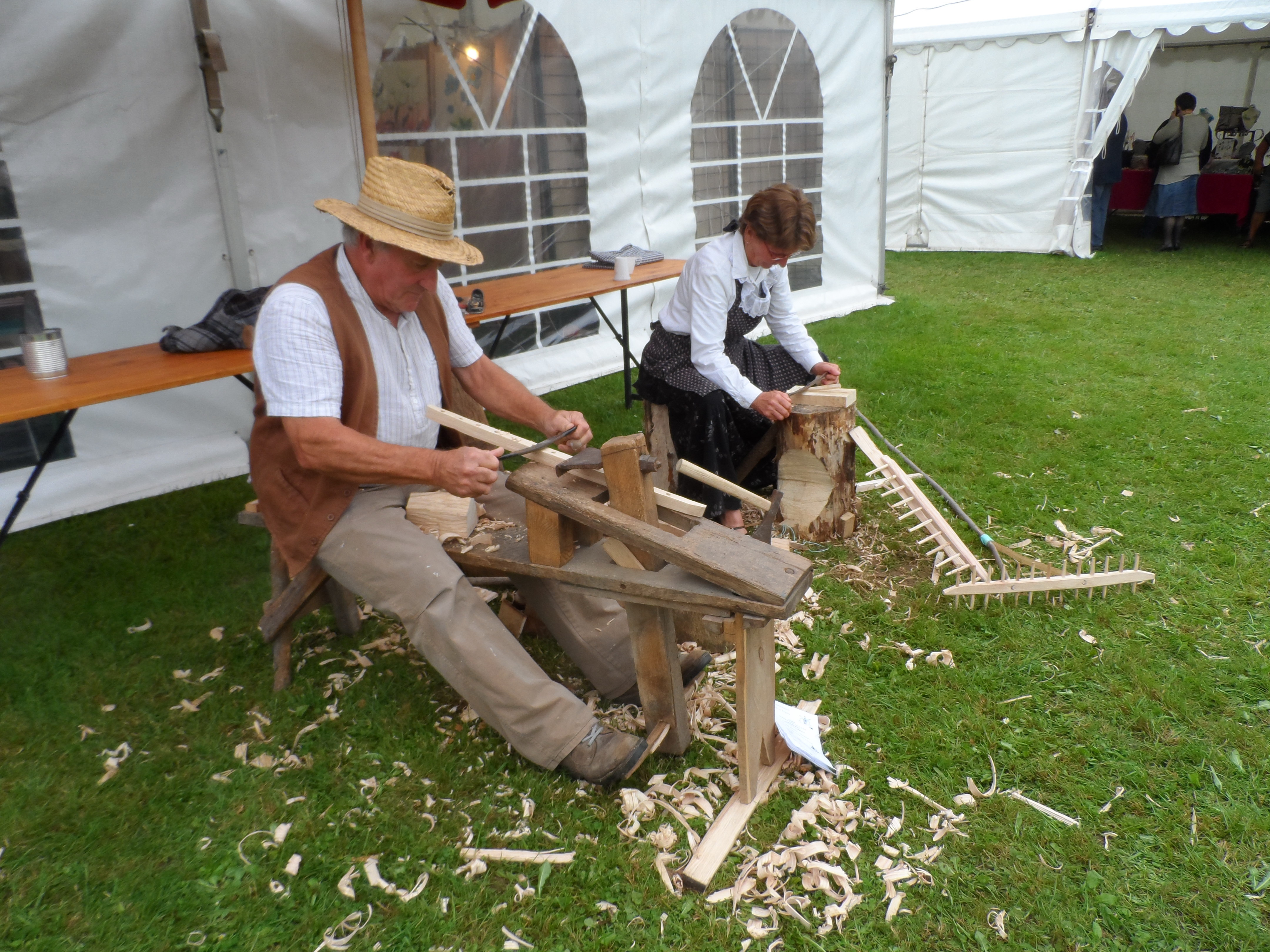
Fabrication d'un râteau à foin : fête de la forêt.
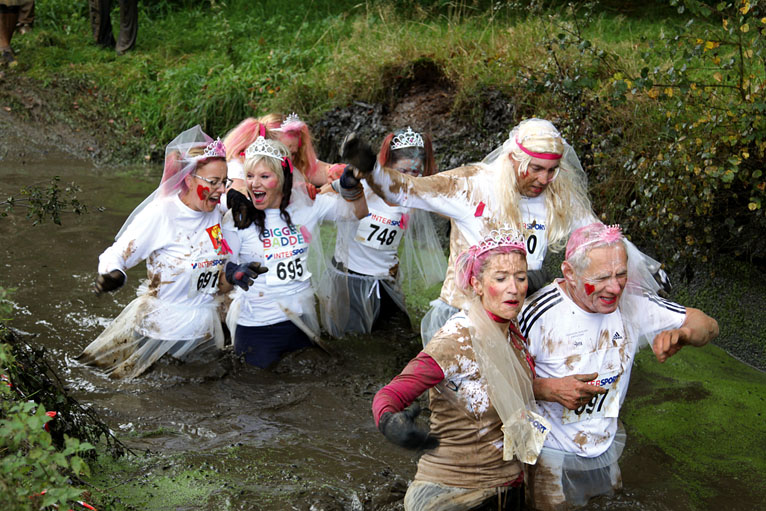
Middle-Wood : un parcours boueux pour déjantés (source agri-culture.fr).

Mais avec le temps, les vêtements de grand-mère de l'avant-guerre ne disent plus rien aux jeunes :  2015 sera l'année du changement :
- dernière année de la fête de la forêt : un sculpteur à la tronçonneuse y  a remplacé un faiseur de râteau.
- première édition de la Middle Wood : un parcours de 10 km cogité par l'Association Sports et Loisirs de Millebosc.
Millebosc est devenu un " must international"...[réf. nécessaire]

### Héraldique
| Blason de Millebosc | Blason  | D'azur à la stèle, perronnée de deux marches, bornée de deux pièces et marquée d'un cabochon ovale en son milieu, le tout d'or.                            |
| Blason de Millebosc | Détails | Représente le monument érigé par Louis-Philippe Ier en l’honneur d’Adélaïde, la sainte et la sœur du roi. Le statut officiel du blason reste à déterminer. |